# 風暴作戰
風暴作戰（塞爾維亞-克羅埃西亞語：／Операција Олуја）是克羅埃西亞獨立戰爭中最後一場大型戰役，同時也是決定波士尼亞戰爭結果的重要因素。1995年8月4日，克羅埃西亞陸軍在總長630（390英里）的戰線上對塞爾維亞克拉伊納共和國發動正面攻勢；在經歷數日戰鬥後，以前者取得決定性勝利告終，而支持克羅埃西亞一方的波士尼亞與赫塞哥維納共和國軍則獲得了戰略性勝利。戰役中，克羅埃西亞特種警察自韋萊比特山脈方向進兵，為克軍提供支援；身處比哈奇口袋中的波士尼亞軍則自塞爾維亞克拉伊納共和國陸軍後方發動攻擊。作為第二次世界大戰結束以降歐洲境內規模最大的地面戰事，風暴作戰的主要目標有二：一是為克羅埃西亞奪回面積達10,400平方（4,000平方英里）的失土（佔其國土總面積的18.4%），二則是為波士尼亞奪回對西波士尼亞共和國的控制權。作戰行動於1995年8月4日拂曉正式展開，並於8月7日晚間宣告結束，不過對反抗勢力的掃蕩行動則一直持續至8月14日為止。
風暴作戰是波士尼亞戰爭中一場重要的戰略性勝利，不僅終結了比哈奇圍城戰役，更使克羅埃西亞軍隊、克羅埃西亞防衛委員會與波赫軍隊得以透過稍後的密斯托拉2號作戰改變波士尼亞與赫塞哥維納境內的軍事平衡。由於克羅埃西亞自獨立戰爭爆發以來始終未曾停止人員的訓練與武裝的加強，且得益於1995年夏季作戰所達成的戰略成果，克羅埃西亞軍隊與防衛委員會才得以順利推動風暴作戰。作戰發動前，聯合國曾以維和任務與外交交涉等手段試圖調停雙方衝突，但皆以失敗告終。
克羅埃西亞與波赫方面的成功主要歸功於自身軍隊質量的增長，戰線上對塞爾維亞軍隊多處陣地的突破同樣助益良多。儘管如此，作戰行動初期的戰果參差不齊，但克軍與波赫軍仍透過戍守關鍵據點的方式成功拖垮了塞爾維亞的指揮系統，最終更導致後者防衛能力的全面崩潰。克軍於作戰發動前奪取了波士尼亞格拉霍沃，加之特種警察已挺進至克里奇亞克，種種不利戰況使塞爾維亞克拉伊納共和國軍隊幾乎不可能守得住首都克寧。另一方面，在利卡的兩個克軍衛戍旅通過快速推進截斷了由塞爾維亞軍隊控制的區域，進而將數支抵抗力量為困於若干口袋中，同時使克軍的機械化兵力得以向北對塞軍卡爾洛瓦茨軍團的責任區域發動突擊，並將塞軍驅往巴諾維納。塞軍在格利納與彼得里尼亞等地的失敗使塞爾維亞巴諾維納軍團的後備兵力遭到波赫軍隊的壓制而動彈不得，基本使該軍團失去了戰力。塞爾維亞克拉伊納共和國陸軍仰賴塞族共和國與南斯拉夫兩國提供後備兵力支援，但兩國並未實際干涉戰事。
克羅埃西亞陸軍與該國特種警察在行動中損失了174至211人，塞爾維亞方面則有560名士兵陣亡。另有四名聯合國維和人員喪生。克軍俘虜了約4,000名戰俘。塞爾維亞平民的死亡人數則有爭議；克羅埃西亞方面宣稱共有214人喪生，但塞爾維亞來源卻稱多達1,192人死亡或失蹤。攻勢期間與攻勢過後，約150,000至200,000名塞爾維亞難民逃離先前由塞軍控制的區域；未逃離的平民則遭遇許多不同程度的罪行。前南斯拉夫問題國際刑事法庭稍後對三位遭控犯有戰爭罪與涉入旨在將塞爾維亞人逐出克羅埃西亞的聯合犯罪集團的克羅埃西亞將軍進行了審判，但最終三人均獲判無罪，法庭也駁回了對另一聯合犯罪集團的罪行指控。2010年時，塞爾維亞向國際法院提出告訴，指控克羅埃西亞實施的風暴作戰構成了種族滅絕的罪行。2015年，法院判決認定該作戰行動與種族滅絕無關，同時表示塞爾維亞人的大規模移動純粹是戰爭的直接影響；克羅埃西亞既沒有逼迫該國境內少數塞爾維亞人離開的意圖，也沒有對少數族群進行種族清洗。不過法院仍然表明克羅埃西亞軍隊對平民的犯罪行為確實存在。截至2012年11月，克羅埃西亞檢察體系已就各式罪名起訴了2,380名於風暴作戰期間涉有犯罪嫌疑的嫌疑人。

## 背景

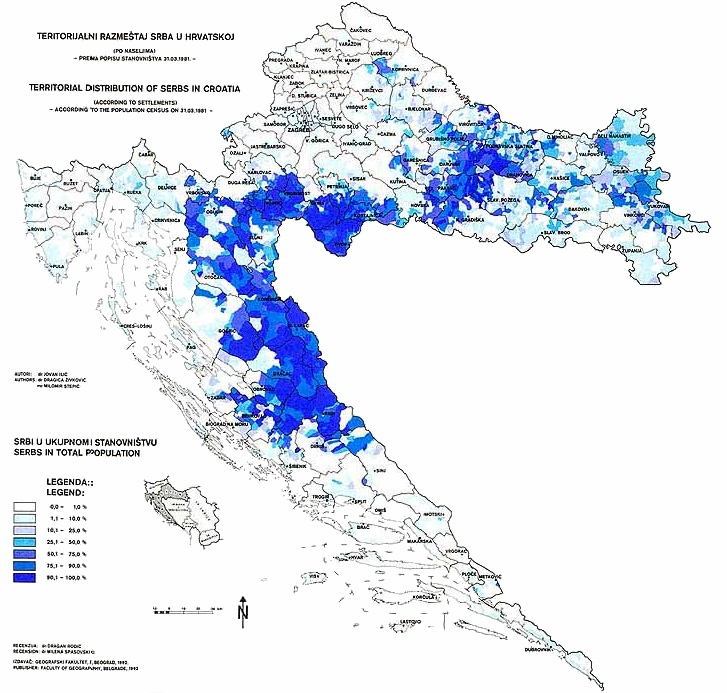
克羅埃西亞境內的塞爾維亞人口分布圖，根據1981年人口普查結果。

自1990年克羅埃西亞社會主義共和國政府在當年度的國會選舉中落敗後，該國境內的克羅埃西亞人與塞爾維亞人間的民族情緒便開始不斷惡化。塞爾維亞總統斯洛波丹·米洛塞維奇利用局勢，將克羅埃西亞領導人弗拉尼奧·圖季曼與其所創立的克羅埃西亞民主聯盟描繪為第二次世界大戰期間統治克羅埃西亞的法西斯組織「烏斯塔沙」的轉世。
1990年8月，一場名為「圓木革命」的叛亂在克羅埃西亞境內達爾馬提亞與利卡、科爾敦、巴諾維納及斯拉沃尼亞等塞爾維亞人口聚集地內爆發。這些叛亂地區隨後宣布將加入塞爾維亞，同時更名為「塞爾維亞克拉伊納共和國」；克羅埃西亞政府則宣告塞爾維亞克拉伊納共和國為叛亂團體。1991年3月時雙方衝突升級，導致克羅埃西亞獨立戰爭爆發。1991年6月，克羅埃西亞在南斯拉夫解體後宣布獨立。1991年7月，克羅埃西亞簽署《布里俄尼協定》，同意暫緩獨立進程三個月，而塞爾維亞方面亦同意三個月內不會脫離克羅埃西亞；雙方共識於10月8日生效。塞爾維亞克拉伊納共和國隨後對境內的克羅埃西亞平民實施種族清洗，且至1993年上半年時，該國國內的非塞爾維亞民族均已遭驅逐。1993年11月時，塞爾維亞克拉伊納共和國境內的聯合國保護區「南方區域」僅存有400名克羅埃西亞族人；另有1,500至2,000人留住於「北方區域」。
由於南斯拉夫人民軍不斷增強對塞爾維亞克拉伊納共和國的支持，克羅埃西亞警方已逐漸失去對情勢的掌控，克國政府遂於1991年5月組建克羅埃西亞國家衛隊。同年11月，國家衛隊更名為克羅埃西亞陸軍。然而，克羅埃西亞軍隊的建立進程卻遭同年9月聯合國所實施的武器禁運案所阻撓。1991年的最後數個月中，雙方戰鬥越趨激烈，戰事逐漸白熱化；戰線上的衝突造成營房戰役、杜布羅夫尼克圍城戰與武科瓦爾戰役等戰事相繼爆發。
1992年1月，克羅埃西亞、南斯拉夫人民軍與聯合國代表同意共同實施旨在停止戰鬥的范錫計畫。聯合國護衛部隊亦奉命開赴克羅埃西亞監督雙方共識的執行。隨著戰事衝突演變為激烈的塹壕戰，戰局逐漸陷入僵局，南斯拉夫人民軍亦於不久後自克羅埃西亞撤往新戰事可能爆發的波士尼亞與赫塞哥維納。塞爾維亞雖然持續支援塞爾維亞克拉伊納共和國，但隨著杜布羅夫尼克圍城戰的結束，克軍的一系列推進又為克羅埃西亞奪回了許多小型區域，馬斯萊尼察作戰亦收到了小規模戰果的戰術性勝利。面對戰事連連告捷的克軍，塞爾維亞克拉伊納共和國陸軍於是以火炮與飛彈對數個克羅埃西亞城鎮與村落發動間歇性攻擊。
波士尼亞與赫塞哥維納境內的塞爾維亞人在1992年2月29日至3月1日間舉行的波士尼亞與赫塞哥維納獨立公投前於同年1月9日宣布建立波士尼亞與赫塞哥維納塞爾維亞共和國，脫離克羅埃西亞境內戰鬥的南斯拉夫人民軍遂決定建立一支以波士尼亞塞爾維亞人為主體的新陸軍。不過，該公投卻被認為是發動波士尼亞戰爭的藉口。波士尼亞塞爾維亞軍隊在首都塞拉耶佛市內設立了多處路障，3月1日起亦開始封鎖其他道路；戰爭中最早的兩起傷亡案例更於翌日在塞拉耶佛與多博伊發生。3月下旬，波士尼亞塞爾維亞軍隊開始炮擊國境西北部城鎮布羅德；4月4日，塞拉耶佛遭受攻擊。1992年年底，更名為塞族共和國軍的波士尼亞塞爾維亞軍隊已控制了波赫約70%的領土；這個數字在接下來的兩年內均沒有太大的變化。雖然戰爭起初僅是波士尼亞塞爾維亞人與非塞爾維亞民族間的對立，但隨著克羅埃西亞人－波士尼亞克人戰爭於1992年下半年爆發，波士尼亞戰爭逐漸演變為一場大規模的三方衝突。塞爾維亞克拉伊納共和國僅獲得塞族共和國有限度地軍事支援；這種支援僅限於偶爾對巴尼亞盧卡實施空襲，或是非常態地炮擊克羅埃西亞境內的城鎮。

## 前奏
比哈奇圍城戰役的戰鬥於1994年11月進入關鍵階段，塞族共和國軍與塞爾維亞克拉伊納共和國陸軍均快要達成自波士尼亞與赫塞哥維納共和國軍手中奪取比哈奇的目標。比哈奇是一處重要的戰略區域；自1993年6月起，該城便一直是波赫境內的六處聯合國安全區之一。美國政府認為塞爾維亞方面若奪得該城，則戰事將會進一步激化，更可能釀成自戰爭爆發以來最大的人道災難。不過，美國、法國與英國卻就如何保護比哈奇一事存有歧異。美方主張應對塞族共和國軍實施空襲，但英法兩國卻認為這麼做安全存疑，同時也希望兩國佈署於波赫境內的聯合國護衛部隊能夠保持其中立性，因此加以反對。相對而言，美國則不願意派遣地面部隊進入戰區。另一方面，法國總統弗朗索瓦·密特朗與多數歐洲國家均普遍反對軍事干涉，因而進一步助長了塞爾維亞的戰爭局勢。不過法國官方的立場在雅克·席哈克於1995年5月當選該國總統後有所改變，轉而向英國施壓，要求後者採取更具侵略性的手段干涉戰事。防免比哈奇落入塞爾維亞手中對克羅埃西亞而言同樣重要；克羅埃西亞參謀總長揚科·博貝特科將軍甚至認為比哈奇的陷落將意味著克羅埃西亞的戰敗。
1994年3月，波士尼亞與赫塞哥維納共和國與黑塞哥-波士尼亞克羅埃西亞共和國共同簽署《華盛頓協定》，結束了克羅埃西亞人－波士尼亞克人戰爭；在該協定的架構下，美國也得以透過軍事專業資源有限公司為克羅埃西亞提供軍事顧問。美國的介入反映了美國總統比爾·柯林頓對新軍事策略的支持。由於聯合國的武器禁運仍然具有效力，美國政府遂藉由軍事專業資源有限公司這一管道規避限制，並準備將克羅埃西亞納入北大西洋公約組織《和平夥伴關係計劃》的一環。自1995年4月起，軍事專業資源有限公司便持續為克軍軍官與人員提供訓練，總計為期14週。部分來源，其中包括《紐約時報》與許多塞爾維亞媒體的報導，亦猜測軍事專業資源有限公司可能也向克軍方面提供了軍事準則建議、情景計劃建議與美國政府的衛星監測情報。不過軍事專業資源有限公司、美方與克羅埃西亞官員均否認了這項猜測。1994年11月，美國單方面地解除了對波赫的武器禁運，因而使克軍亦得藉此機會加強自身武裝。
《華盛頓協定》促使美克兩國的政府與軍事官員展開了一連串的會面與對談。1994年11月29日，在克羅埃西亞首都札格瑞布與美國首都華盛頓特區的會談中，克羅埃西亞代表提議自波赫境內的利夫諾對塞爾維亞控制區域發動攻勢以試圖將部份圍城兵力誘離比哈奇，進而達到防止該城陷落的目的。美方官員雖對此未置可否，不過克羅埃西亞總參謀部卻於當日即下令實施「1994年夏季作戰」，並由克羅埃西亞陸軍與波士尼亞克羅埃西亞人的主要武裝力量「克羅埃西亞防衛委員會」負責執行。除了緩解比哈奇被圍困的壓力外，這次攻勢也將克軍戰線轉移至塞爾維亞軍隊的補給路線附近。
1994年，美國、俄羅斯、歐盟與聯合國均在尋求范錫計畫的替代方案。他們擬定了「Z-4計畫」，給予克羅埃西亞境內塞爾維亞人佔多數的區域相當程度的自治權。在經歷多次且頻繁的修改後，Z-4計畫最終於1995年1月30日公諸於世。克羅埃西亞與塞爾維亞雙方都不喜歡該計畫。克國方面起先擔心塞爾維亞可能會接受計畫提案，但圖季曼終究明白了真正做主的米洛塞維奇不可能會同意計畫，因為這將為科索沃設下一政治妥協的前例，即接受一項幾乎不可能實現的計畫。塞爾維亞克拉伊納共和國完全拒絕領受計畫書，遑論加以接受。
1994年12月，克羅埃西亞與塞爾維亞達成了一項經濟協議，同意重新連接雙方境內的公路、鐵路、自來水管線與瓦斯管線，並重啟部份亞得里亞石油管線的使用。雖然部份協議內容從未確實執行，但跨經塞爾維亞領土的札格瑞布－貝爾格勒高速公路的部分路段與石油管線均雙雙獲得重啟。1995年4月下旬，甫開通的高速公路上發生了一起死亡事件；克軍隨後通過閃電作戰奪取了塞爾維亞於斯拉沃尼亞西部的大部分領土，並於作戰開始後三天的5月4日獲得領土的完整控制權。作為回應，塞軍以M-87 Orkan自走多管火箭炮對札格瑞布發射大量集束炸彈。米洛塞維奇隨後派遣一名南斯拉夫陸軍的資深軍官前往指揮塞爾維亞克拉伊納共和國陸軍與其下轄的野戰軍官，以及大量遭塞軍強徵的塞爾維亞平民。
7月17日，塞爾維亞克拉伊納共和國軍與塞族共和國軍在先前通過蜘蛛作戰所獲得的戰略基礎上重啟奪取比哈奇的行動。7月22日，圖季曼與波士尼亞總統阿利雅·伊澤特貝戈維奇一同簽署了旨在共同維持防務的《斯普利特協定》，使克羅埃西亞軍隊得以大規模屯駐於波士尼亞與赫塞哥維納境內。克軍方面隨後發動了1995年夏季作戰，並於7月28日至29日間奪取了波士尼亞格拉霍沃與格拉莫奇。是次攻勢成功將部分塞軍誘離了比哈奇，但數量卻不如預期。儘管如此，克軍仍因此佔據了有利形勢；行動基本截斷了克寧與塞族共和國及南斯拉夫的聯絡。
1995年7月下旬與8月上旬，Z-4計畫與1994年的經濟協議曾再度浮出檯面。7月28日的會談提議遭到了塞爾維亞方面的無視，而雙方最終同意於8月3日在瑞士日內瓦舉行的會談同樣命運多舛；克羅埃西亞與塞爾維亞方面均拒絕接受由聯合國秘書長特別代表托爾沃德·史托騰堡所提出的妥協方案，造成會談破裂。除此之外，塞爾維亞亦否決了多項克羅埃西亞提出的要求，Z-4計畫也再度遭到擱置。會談內容稍後成為克羅埃西亞發動風暴作戰的外交基礎，而作戰計畫本身則係於7月31日由圖季曼與軍事將領們在布里俄尼所擬定的。7月15日，兹沃尼米尔·切尔文科將軍出任克軍參謀總長，不久後克軍即開始大規模動員。

## 戰鬥序列

風暴作戰初始階段各兵團的行動區域：
克羅埃西亞陸軍
塞克共和國軍
波士尼亞與赫塞哥維納境內：
克軍 / 克羅埃西亞防衛委員會
塞族共和國軍 / 塞克共和國軍
波士尼亞與赫塞哥維納共和國軍 / 防衛委員會
西波士尼亞共和國

克羅埃西亞軍將作戰計畫分為四個主要部份，並分別冠以「風暴一號」至「風暴四號」的代號，隨後再根據不同單位的行動區域將各任務分派給不同兵團加以執行；每項計畫均預計耗時四至五日左右。克軍將負責主攻塞爾維亞克拉伊納共和國的部隊劃分為五個兵團，分別為斯普利特兵團、戈斯皮奇兵團、卡爾洛瓦茨兵團、札格瑞布兵團與別洛瓦爾兵團；鄰近戈斯皮奇兵團邊界的第六區域則交由斯普利特兵團作戰區域下的克羅埃西亞特種警察負責。位於戰區南端的斯普利特兵團由陸軍中將安特·戈托维纳指揮，負責執行作戰行動主要組成部分的風暴四號計畫，不過斯普利特兵團內部則以「科茲札克95號行動」指稱該計畫。兵團內部自行為作戰行動賦予其他代號在當時十分常見。斯普利特兵團總兵力30,000人，正對兵力規模約10,000人、由斯洛波登·科瓦切維奇中將指揮的塞克共和國軍第7北達爾馬提亞兵團。部署於斯普利特兵團左翼韋萊比特山脈地區的特種警察總規模約3,100人，直接聽命於克軍總參謀部，並由穆拉登·馬爾卡奇中將指揮。
克軍戈斯皮奇兵團總兵力25,000人，負責執行風暴三號計畫；其行動區域位於特種警察左側。戈斯皮奇兵團由米爾科·諾拉克准將指揮；與之相對的是由斯特凡·謝佛少將指揮的塞克共和國軍第15利卡兵團。利卡兵團僅有約6,000人的兵力規模，且遭到克軍戈斯皮奇兵團與後方波士尼亞與赫塞哥維納共和國軍的夾擊，造成其作戰區域雖然寬廣，但縱深不足。位於利卡兵團後方區域的波赫共和國軍第5兵團約擁有2,000名兵力。戈斯皮奇兵團的行動區域涵蓋了總長約150（93英里）的戰線，其主要任務目標為將塞克共和國一分為二並與後方的波赫共和國軍會師；波赫共和國軍則須負責壓制比哈奇口袋周遭的塞克共和國軍。
克軍卡爾洛瓦茨兵團由米爾延科·瑟恩亞科少將指揮，部署於戈斯皮奇兵團左翼；其行動區域涵蓋了奧古林至卡爾洛瓦茨一帶，負責執行風暴二號計畫。該兵團總兵力15,000人，任務目標為保護札格瑞布兵團與戈斯皮奇兵團的側翼。與之相對的是總兵力4,000人的塞克共和國軍第21科爾敦兵團；不過其中一個旅的兵力係正對克軍的札格瑞布兵團。科爾敦兵團起先由維爾耶科·波薩納克上校指揮，但其職務於8月5日晚間遭到撤換，改由切多·布拉特上校接手。除此之外，由米洛拉德·史圖帕爾少將指揮的塞克共和國軍特種作戰兵團也被佈署在該區域；該兵團兵力5,000人，風暴作戰開始時主要在比哈奇口袋附近活動。科爾敦兵團戰區的裝甲與火炮數量遠勝該地區的克軍。
部署於卡爾洛瓦茨兵團的左翼的克軍札格瑞布兵團由伊凡·巴薩拉克少將指揮，獲分派執行風暴一號計畫；其主力分為三個單位分別對格利納、彼得里尼亞與科斯塔伊尼察等三個方向發動攻勢。戰線另一邊的塞克共和國軍第39巴諾維納兵團由斯洛波登·塔爾布克少將指揮。札格瑞布兵團的主要任務為繞過彼得里尼亞，殲滅對克羅埃西亞城鎮造成威脅的塞克共和軍炮兵與飛彈部隊，隨後再自蘇恩亞往科斯塔伊尼察方向發動第二波攻勢。不過，原定在第二波攻勢中擔任主攻矛頭的特種警察所屬的一個營與第81衛戍營被調往他處，計畫因此廢棄。札格瑞布兵團下轄30,000名兵力，塞克共和國軍方面則擁有9,000名兵力與之相對；後方的比哈奇口袋中另有約1,000名波赫共和國軍部隊。風暴作戰開始時，約3,500名塞克共和國軍部隊正與後方的波赫軍隊交火。位於札格瑞布兵團左翼的克軍別洛瓦爾兵團負責烏納河沿線的作戰區域。該兵團由盧卡·德賈恩克少將指揮；與之相對的是塞克共和國軍巴諾維納兵團的部分部隊。別洛瓦爾兵團遲至8月2日才被納入風暴作戰的架構中，因此並未獲派獨立的行動計畫。
塞克共和國軍將自身單位劃分為兩個主要戰區；其中北達爾馬提亞兵團與利卡兵團交由共和國軍參謀總部指揮，餘下部隊則統一併入科爾敦作戰集團，由米雷·諾瓦科維奇中將負責指揮。就劃分地域而言，共和國軍的戰區劃分大致與聯合國的南、北保護區範圍相等。
風暴作戰的參戰雙方所佈署的兵力總數估計根據不同來源有著極大差異。克羅埃西亞方面的佈署兵力估計從不足100,000人至多達150,000人都有，但多數來源均認為應在130,000人左右。作戰發動前，塞克共和國軍的南北區域兵力總和經克羅埃西亞方面估計為43,000人左右。克軍的進一步估算認為塞克共和國軍各兵團兵力總人數約為34,000人，而塞爾維亞方面來源則為27,000人。由於雙方預測上的差異，一般來源通常認為塞克共和國軍人數應為30,000人左右。波赫共和國軍在比哈奇周遭正對塞軍的陣地部署了約3,000名兵力。1994年下半年，由費科瑞特·阿布迪奇所領導的西波士尼亞共和國在大克拉杜沙南方區域佈署了4,000至5,000名兵力對抗波赫共和國軍。
| 兵團           | 下轄單位                           | 備註                                                              |
| -------------- | ---------------------------------- | ----------------------------------------------------------------- |
| 斯普利特兵團   | 第4衛戍旅                          | 部署於波士尼亞格拉霍沃地區                                        |
| 斯普利特兵團   | 第7衛戍旅                          | 部署於波士尼亞格拉霍沃地區                                        |
| 斯普利特兵團   | 第81衛戍營                         | 部署於格拉莫奇地區                                                |
| 斯普利特兵團   | 第1克羅埃西亞衛戍旅                | 隸屬於第1克羅埃西亞衛戍兵團，駐紮於波士尼亞格拉霍沃地區擔任預備隊 |
| 斯普利特兵團   | 第6國土衛戍團                      | 部署於錫尼區域                                                    |
| 斯普利特兵團   | 第126國土衛戍團                    | 部署於錫尼區域                                                    |
| 斯普利特兵團   | 第144國土衛戍團                    | 部署於錫尼區域                                                    |
| 斯普利特兵團   | 第142國土衛戍團                    | 部署於希貝尼克地區                                                |
| 斯普利特兵團   | 第15國土衛戍團                     | 部署於希貝尼克地區                                                |
| 斯普利特兵團   | 第113步兵旅                        | 部署於希貝尼克地區                                                |
| 斯普利特兵團   | 第9衛戍旅第2營                     | 部署於扎達爾地區                                                  |
| 斯普利特兵團   | 第112步兵旅                        | 部署於扎達爾地區                                                  |
| 斯普利特兵團   | 第7國土衛戍團                      | 部署於扎達爾地區                                                  |
| 斯普利特兵團   | 第134國土衛戍團                    | 部署於扎達爾地區                                                  |
| 斯普利特兵團   | 克羅埃西亞防衛委員會第10火箭炮兵團 | 負責為兵團提供支援                                                |
| 斯普利特兵團   | 第14炮兵營                         | 負責為兵團提供支援                                                |
| 斯普利特兵團   | 第20榴彈炮兵營                     | 負責為兵團提供支援                                                |
| 斯普利特兵團   | 第5衛戍旅炮兵營部份單位            | 負責為兵團提供支援                                                |
| 斯普利特兵團   | 第11反戰車火箭炮兵營               | 負責為兵團提供支援                                                |
| 戈斯皮奇兵團   | 第138國土衛戍團                    | 部署於薩波爾斯克地區                                              |
| 戈斯皮奇兵團   | 第133國土衛戍團                    | 部署於薩波爾斯克地區                                              |
| 戈斯皮奇兵團   | 第9衛戍旅                          | 欠第2營，部署於戈斯皮奇地區                                       |
| 戈斯皮奇兵團   | 第118國土衛戍團                    | 部署於戈斯皮奇地區                                                |
| 戈斯皮奇兵團   | 第111步兵旅                        | 部署於戈斯皮奇地區                                                |
| 戈斯皮奇兵團   | 第12炮兵營                         | 負責為兵團提供支援                                                |
| 戈斯皮奇兵團   | 第1衛戍旅                          | 直屬於克軍總參謀部；8月4日至6日間短暫劃歸戈斯皮奇兵團管轄         |
| 卡爾洛瓦茨兵團 | 第104步兵旅                        | 部署於卡爾洛瓦茨地區                                              |
| 卡爾洛瓦茨兵團 | 第110國土衛戍團                    | 部署於卡爾洛瓦茨地區                                              |
| 卡爾洛瓦茨兵團 | 第137國土衛戍團                    | 部署於卡爾洛瓦茨地區                                              |
| 卡爾洛瓦茨兵團 | 第14國土衛戍團                     | 部署於奧古林                                                      |
| 卡爾洛瓦茨兵團 | 第143國土衛戍團                    | 部署於奧古林                                                      |
| 卡爾洛瓦茨兵團 | 第99步兵旅                         | 部署於奧古林                                                      |
| 卡爾洛瓦茨兵團 | 第148步兵旅第1營                   | 擔任預備隊                                                        |
| 卡爾洛瓦茨兵團 | 第7反戰車火箭炮兵營                | 負責為兵團提供支援                                                |
| 卡爾洛瓦茨兵團 | 第13反戰車火箭炮兵營               | 負責為兵團提供支援                                                |
| 卡爾洛瓦茨兵團 | 第33工兵旅                         | 負責為兵團提供支援                                                |
| 札格瑞布兵團   | 第17國土衛戍團                     | 部署於蘇恩亞地區                                                  |
| 札格瑞布兵團   | 第103步兵旅                        | 部署於蘇恩亞地區                                                  |
| 札格瑞布兵團   | 第151步兵旅                        | 部署於蘇恩亞地區                                                  |
| 札格瑞布兵團   | 第2衛戍旅                          | 部署於彼得里尼亞地區                                              |
| 札格瑞布兵團   | 第57步兵旅                         | 部署於彼得里尼亞地區                                              |
| 札格瑞布兵團   | 第12國土衛戍團                     | 部署於彼得里尼亞地區                                              |
| 札格瑞布兵團   | 第20國土衛戍團                     | 部署於彼得里尼亞與格利納等地區                                    |
| 札格瑞布兵團   | 第153步兵旅                        | 部署於格利納地區                                                  |
| 札格瑞布兵團   | 第202火箭炮兵旅                    | 負責為兵團提供支援                                                |
| 札格瑞布兵團   | 第67憲兵營                         | 負責為兵團提供支援                                                |
| 札格瑞布兵團   | 第252獨立通訊連                    | 負責為兵團提供支援                                                |
| 札格瑞布兵團   | 第502核生化戰爭機械化連            | 負責為兵團提供支援                                                |
| 札格瑞布兵團   | 第33工兵旅第1營                    | 負責為兵團提供支援                                                |
| 札格瑞布兵團   | 第31工兵營                         | 負責為兵團提供支援                                                |
| 札格瑞布兵團   | 第36運輸工兵營                     | 負責為兵團提供支援                                                |
| 札格瑞布兵團   | 第1河岸兵團                        | 負責為兵團提供支援                                                |
| 札格瑞布兵團   | 第6炮兵營                          | 負責為兵團提供支援                                                |
| 札格瑞布兵團   | 第8榴彈炮兵營                      | 負責為兵團提供支援                                                |
| 札格瑞布兵團   | 第16火箭炮兵旅第1營                | 負責為兵團提供支援                                                |
| 札格瑞布兵團   | 第5反戰車火箭炮兵營                | 負責為兵團提供支援                                                |
| 札格瑞布兵團   | 第15反戰車火箭炮兵旅第1營          | 負責為兵團提供支援                                                |
| 別洛瓦爾兵團   | 第125國土衛戍團                    | 部署於亞塞諾瓦茨地區                                              |
| 別洛瓦爾兵團   | 第52國土衛戍團                     | 部署於亞塞諾瓦茨地區                                              |
| 別洛瓦爾兵團   | 第34工兵營                         | 部署於亞塞諾瓦茨地區                                              |
| 別洛瓦爾兵團   | 第24國土衛戍團                     | 部署於亞塞諾瓦茨地區                                              |
| 別洛瓦爾兵團   | 第18炮兵營                         | 部署於亞塞諾瓦茨地區                                              |
| 別洛瓦爾兵團   | 第121國土衛戍團                    | 部署於歐庫奇阿尼地區                                              |

| 兵團             | 下轄單位                   | 備註                                       |
| ---------------- | -------------------------- | ------------------------------------------ |
| 北達爾馬提亞兵團 | 第75摩托化旅               | 正對斯普利特兵團                           |
| 北達爾馬提亞兵團 | 第92摩托化旅               | 正對斯普利特兵團                           |
| 北達爾馬提亞兵團 | 第1輕裝旅                  | 正對斯普利特兵團                           |
| 北達爾馬提亞兵團 | 第4輕裝旅                  | 正對斯普利特兵團                           |
| 北達爾馬提亞兵團 | 第2步兵旅                  | 正對斯普利特兵團                           |
| 北達爾馬提亞兵團 | 第3步兵旅                  | 正對斯普利特兵團                           |
| 北達爾馬提亞兵團 | 第7混成炮兵團              | 正對斯普利特兵團                           |
| 北達爾馬提亞兵團 | 第7混成反戰車炮兵團        | 正對斯普利特兵團                           |
| 北達爾馬提亞兵團 | 第7輕型火箭炮兵團          | 正對斯普利特兵團                           |
| 特種作戰兵團     | 第2警衛旅                  | 正對斯普利特兵團                           |
| 利卡兵團         | 第9摩托化旅                | 正對斯戈皮奇兵團                           |
| 利卡兵團         | 第18步兵旅                 | 正對斯戈皮奇兵團                           |
| 利卡兵團         | 第50步兵旅                 | 正對斯戈皮奇兵團                           |
| 利卡兵團         | 第103輕裝旅                | 正對斯戈皮奇兵團                           |
| 利卡兵團         | 第37步兵營                 | 正對斯戈皮奇兵團                           |
| 利卡兵團         | 第15混成炮兵營             | 正對斯戈皮奇兵團                           |
| 利卡兵團         | 第15混成反戰車炮兵營       | 正對斯戈皮奇兵團                           |
| 利卡兵團         | 第70步兵旅                 | 正對戈斯皮奇與卡爾洛瓦茨兵團               |
| 科爾敦兵團       | 第11步兵旅                 | 正對卡爾洛瓦茨兵團                         |
| 科爾敦兵團       | 第13步兵旅                 | 正對卡爾洛瓦茨兵團                         |
| 科爾敦兵團       | 第19步兵旅                 | 正對卡爾洛瓦茨兵團                         |
| 科爾敦兵團       | 第21邊防特遣隊             | 正對卡爾洛瓦茨兵團                         |
| 科爾敦兵團       | 第21偵察特遣隊             | 正對卡爾洛瓦茨兵團                         |
| 科爾敦兵團       | 第21混成炮兵特遣隊         | 正對卡爾洛瓦茨兵團                         |
| 科爾敦兵團       | 第75混成反戰車炮兵特遣隊   | 正對卡爾洛瓦茨兵團                         |
| 科爾敦兵團       | 第75工兵營                 | 正對卡爾洛瓦茨兵團                         |
| 特種作戰兵團     | 特種作戰兵團               | 欠第2警衛旅；正對卡爾洛瓦茨兵團            |
| 巴諾維納兵團     | 第24步兵旅                 | 正對札格瑞布兵團                           |
| 巴諾維納兵團     | 第33步兵旅                 | 正對札格瑞布兵團                           |
| 巴諾維納兵團     | 第31摩托化旅               | 正對札格瑞布兵團                           |
| 巴諾維納兵團     | 塞克共和國軍參謀總部炮兵群 | 正對札格瑞布兵團                           |
| 巴諾維納兵團     | 第26步兵旅                 | 正對札格瑞布與別洛瓦爾兵團                 |
| 塞族共和國軍     | 第11旅                     | 部署於塞族共和國境內，位於巴納維諾兵團右翼 |

| 兵團    | 下轄單位    | 備註             |
| ------- | ----------- | ---------------- |
| 第5兵團 | 第501山地旅 | 正對利卡兵團     |
| 第5兵團 | 第502山地旅 | 正對利卡兵團     |
| 第5兵團 | 第505山地旅 | 正對巴諾維納兵團 |
| 第5兵團 | 第511山地旅 | 正對巴諾維納兵團 |

## 作戰經過

### 1995年8月4日
克羅埃西亞軍戰線上的部隊在該國空軍的空中支援下於1995年8月4日上午五時對塞爾維亞方面發動攻擊，風暴作戰於焉展開。聯合國信心重建行動的法籍指揮官伯納德·尚維爾將軍在作戰開始前三小時接獲圖季曼的秘書長赫爾佛耶·夏里尼奇致電告知克方即將發動攻擊。除此之外，克軍各兵團亦通知了所有攻擊路線上的聯合國行動區域，並要求後者回報確認已收到攻擊訊息。聯合國方面則將訊息通報塞爾維亞方面，也確認了南斯拉夫陸軍參謀總部於前日對塞克共和國軍發布的警告訊息屬實。

#### 南方區域

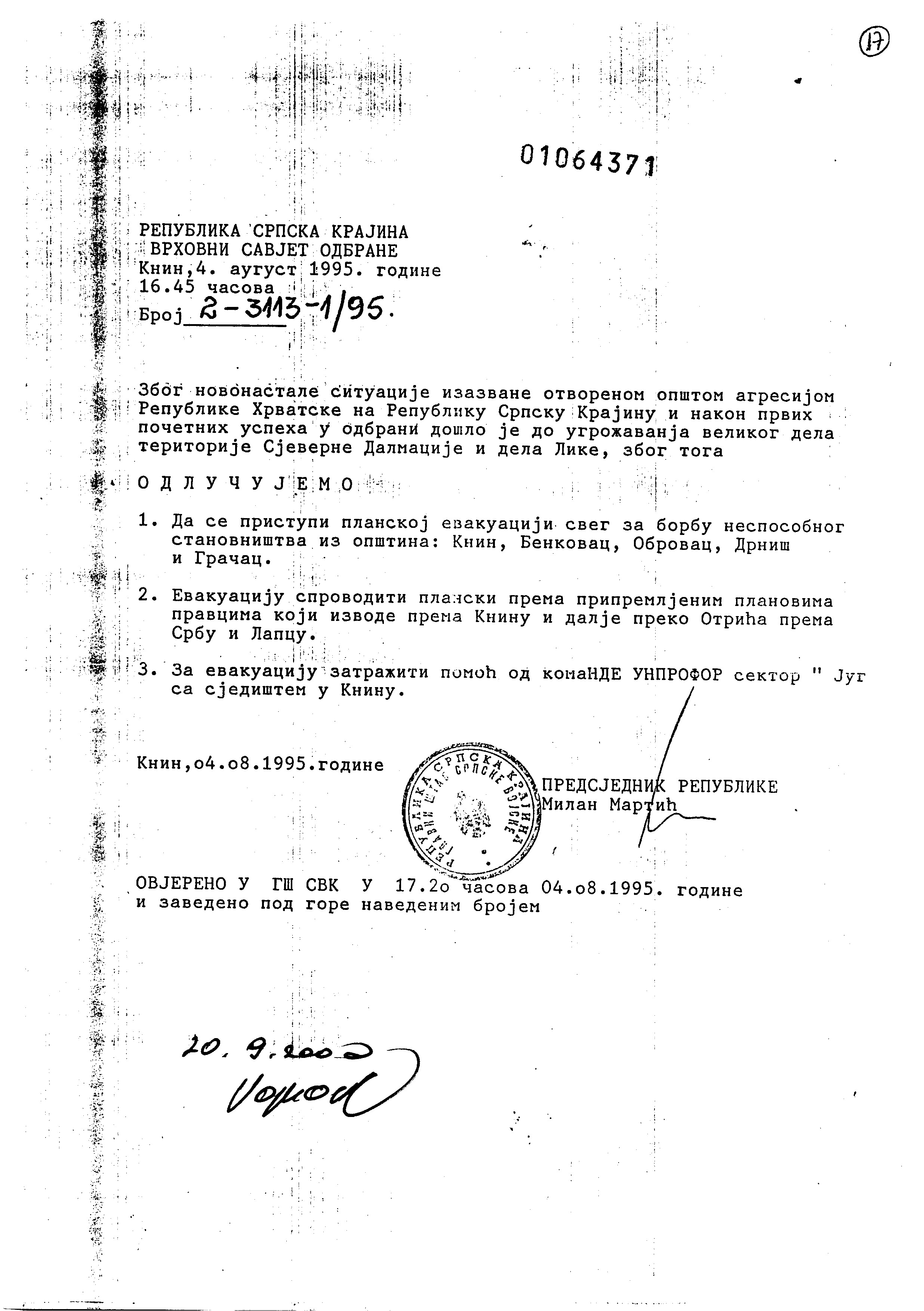
塞爾維亞克拉伊納共和國最高國防委員會下令平民撤離克寧地區的命令原本。

1995年8月4日上午五時，在經歷一連串炮擊後，部署於斯普利特兵團行動區域內的第7衛戍旅自波士尼亞格拉霍沃向南方克寧郊外的一處高地進兵。雖然推進過程遭到塞克共和國軍第3戰鬥集群（下轄北達爾馬提亞兵團的部分部隊與塞克共和國警隊）的阻撓，但第7旅仍然達成了當日目標，並使第4衛戍旅得以展開攻擊。位於兩旅左翼的克軍錫尼作戰群隨後加入戰鬥；第126國土衛戍團則奪取烏尼希塔，並掌控了可俯瞰錫尼－克寧公路的制高點。第144國土衛戍旅與第6國土衛戍團的攻勢同樣成功迫使塞克共和國軍撤退。正對著塞克共和國軍北達爾馬提亞兵團第75摩托化旅與第2步兵旅的是克軍希貝尼克作戰群。部署於該地的第142與第15國土衛戍團在克爾卡河與德爾尼什間的區域中僅獲得了非常有限的進展；位於兩者左翼的第113步兵旅則有較大的斬獲，並已推進至奇斯塔維利卡。在扎達爾，第134國土衛戍團（缺第2營）基本沒有獲得任何進展；位於本科瓦茨的第7國土衛戍團與第112旅在塞克共和國軍第92摩托化旅與第3步兵旅的反抗下亦收穫有限。部署於韋萊比特山脈的第9衛戍旅第2營（獲得第7國土衛戍團的一個連增援）與第134國土衛戍團第2營的攻勢雖然面臨頑強抵抗，但仍成功奪取了由奧布羅瓦茨通往斯維提洛克的道路。當日下午4:45，塞爾維亞克拉伊納共和國總統米蘭·馬爾蒂奇決定撤離北達爾馬提亞與利卡地區的平民。根據塞克共和國軍少將米利薩夫·塞庫利奇的說法，馬爾蒂奇下令撤離平民的目的是希望米洛塞維奇或國際社會能夠對塞爾維亞克拉伊納共和國伸出援手。不過，撤離命令隨後即擴張至除科爾敦地區外的南北兩區全境。當日晚間，塞克共和國軍將參謀總部遷往克寧西北部約35（22英里）的瑟爾布。
另一方面，克羅埃西亞特種警察於8月4日上午五時挺進至韋萊比特山脈的馬里阿蘭隘口時遭遇塞克共和國軍利卡兵團第4輕裝旅與第9摩托化旅部分部隊的強烈抵抗，不過最終仍成功於下午一時控制隘口，下午五時左右奪取了斯維提洛克。特種警察隨後繼續推進，並於晚間九時遭遇了更強烈的抵抗，因此於翌日早晨五時以前暫停前進。塞軍第9摩托化旅在韋萊比特山脈失利後撤往烏德比納。翌日早晨，克羅埃西亞特種警察相繼奪取了洛維納克、格拉奇阿克與梅達克等地。
在戈斯皮奇兵團的作戰區域內，第138國土衛戍團與第1衛戍旅第1營於當日早晨開始自馬拉卡培拉山區向東推進，但卻遭遇塞克共和國軍第70步兵旅的頑強抵抗。第1衛戍旅餘下部隊於午夜時分加入戰鬥。第133國土衛戍團則對奧托查茨東部區域發動攻擊，隨後並往佛爾荷維因方向移動，企圖藉透過一波鉗形攻勢包圍塞克共和國軍第50步兵旅與第第103步兵旅的部分部隊。雖然該團的收穫不小，但仍未能達成當日的作戰目標。位於第133團右翼的第128旅隨第8國土衛戍團第3營一同推進，並成功切斷了佛爾荷維因至科瑞尼察的公路段。第9衛戍旅餘下部隊、第118國土衛戍團主力部隊與第111步兵旅自戈斯皮奇與利茨奇歐希克等地向東進兵，並遭到了塞軍第18步兵旅極為強烈的反抗。由於在作戰區域內的行動普遍受挫，戈斯皮奇兵團在8月4日結束時仍未能達成多數作戰目標。

#### 北方區域
在克軍卡爾洛瓦茨兵團的作戰區域內，獲得第143國土衛戍團「薩波爾斯科連」增援的第99步兵旅於8月4日上午五時自奧古林往普拉希奇方向前進，但在遭遇敵軍反抗後於晚間六時停止推進並掉頭撤退。第143國土衛戍團則自約希普德爾向普拉希奇進兵，但於途中因雷區與敵軍抵抗而受阻；其部份部隊在與第14國土衛戍團取得聯繫後取道巴利洛維奇向斯盧尼方向推進。第137國土衛戍團於8月3日至4日午夜在卡爾洛瓦茨附近的佈署了四支偵察隊，主力部隊隨後便在炮兵前導轟炸後於上午五時渡過科拉納河。駐守該地的塞克共和國軍第13步兵旅的抵抗異常激烈，但至8月4日結束時克軍已成功在河流彼岸建立橋頭堡。第110國土衛戍團在第137團一個連隊的增援下向東挺進至卡爾洛瓦茨通往斯盧尼的公路，隨即遭遇敵軍強烈抵抗，且布設在當地的雷區也對克軍造成嚴重傷亡，第110團士氣因此瓦解，無力再推進。此外，奉命增援該團作戰的第137團連隊與第104旅也未能有效保護第110團的側翼。第104旅曾於上午五時試圖橫渡庫帕河，但未果，後於上午八時退回起始陣地，隨後又奉命前往增援由第110團所建立的橋頭堡。在翌日的作戰準備中，克軍將第99旅所屬的一個連編入第143國土衛戍團的指揮下，又將該旅下轄的一支250人規模的作戰群抽調出來，直接交由卡爾洛瓦茨兵團指揮。
在札格瑞布兵團的行動區域內，克軍第20國土衛戍團與第153旅在波庫普斯科市內與近郊兩處地點橫渡庫帕河，往格利納移動。雖然兩支渡河的部隊均在彼岸建立了橋頭堡，但在塞軍反擊下，多數單位均被迫撤退，僅剩第153旅的一個營與第20團的少數部隊堅守陣地。克軍的推進促使塞軍參謀總部將隸屬於特種作戰兵團的第2裝甲旅自斯盧尼調往克軍橋頭堡以緩解其對格利納市內一條重要道路的威脅。克軍第2旅與第12國土衛戍團受命盡速自塞軍第31摩托化旅手中奪取彼得里尼亞。進攻的原始計畫為自彼得里尼亞南方6至7（3.7至4.3英里）處發動鉗形攻勢，奪取城鎮，但兵團指揮官伊凡·巴薩拉克少將稍後將計畫修改為直接對城鎮發動正面突襲。第12團的右翼因遭遇雷區而被迫撤退；第2旅的主力部隊則持續推進，直至一位連指揮官與五名士兵陣亡才被迫暫緩攻勢。第2衛戍旅餘下部隊與第12國土衛戍團部分部隊、第5反戰車火箭炮兵營、第31工兵營等單位一同組成了第2戰術群，負擔攻勢左翼的戰鬥。第2戰術群自距彼得里尼亞不遠的莫希切尼卡進兵，但不久後即因第2營指揮官與六名士兵陣亡而暫停前進。塞軍第31摩托化旅在獲得增援後穩住了防線。克軍第57旅則自彼得里尼亞南方推進，目標為彼得里尼亞－科斯塔伊尼察公路，但於途中誤入雷區，造成旅指揮官身亡；跟隨在後的第101旅則遭塞軍猛烈炮擊，傷亡慘重。在蘇恩亞地區，第17國土衛戍團與第151旅的一個連未能有效擊退塞軍第26步兵旅。第151旅餘部於當日稍晚再次發動攻擊，但仍以失敗告終。第103旅推進至蘇恩亞－錫薩克鐵路沿線，但因敵火過於猛烈而被迫撤離。札格瑞布兵團在作戰首日未能達成任何一項作戰目標；這主要歸咎於兵團兵力的不足。因是之故，兵團隨後要求動員第102旅、第1與第21國土衛戍團以求增加兵力。第2衛戍旅獲得第149旅第1營的增援。
另一方面，隸屬於別洛瓦爾兵團的第125國土衛戍團所屬的兩個營在亞塞諾瓦茨附近渡過薩瓦河，並在為後方部隊鞏固橋頭堡後繼續往杜比卡前進。與該二營一同推進的除了第125團的一個連以外，尚包含第52國土衛戍團的一個營、第265偵察連與第24國土衛戍團作戰群。第52團的一個偵察排渡過薩瓦河，進入塞族共和國境內建立了一處橋頭堡，並破壞了波士尼亞杜比察－格拉迪什卡公路，隨後返回克羅埃西亞領土。別洛瓦爾兵團的所屬單位在午夜之前抵達了杜比卡。塞軍於當日夜裡棄守杜比卡，平民亦隨之撤離。塞軍在渡過薩瓦河後向南行進，進入波士尼亞與赫塞哥維納。

### 1995年8月5日

#### 南方區域
8月4日至5日晚間，塞軍第75摩托化旅奉該國參謀總部之命駐防克寧北部；克軍當夜並未再向克寧推進。隨著自南向進兵的克軍第4衛戍旅越發靠近克寧，塞軍北達爾馬提亞兵團的陣腳愈趨混亂。位於第4旅左翼的第7衛戍旅在幾乎未遭遇任何抵抗的情況下於上午11時進城。克軍隨後指派伊凡·切爾馬克中將擔任新組建的克寧兵團指揮官。由於塞軍第1輕裝旅已分崩離析，其殘部正往克寧方向撤退，因此克軍錫尼作戰群得以在僅遭遇零星抵抗的情況下達成奪取科茲耶克與弗爾利卡的戰略目標。至當日下午八時，希貝尼克作戰群的下轄單位已挺進至波里奇尼克（第113旅）與傑弗爾斯科（第15國土衛戍團），並奪取了德爾尼什（第142國土衛戍團）；塞軍第75摩托化旅、第3步兵旅與第92摩托化旅則向瑟爾布與波士尼亞彼得羅瓦茨方向撤退，使扎達爾作戰群的推進幾乎沒有受到任何阻礙。第7國土衛戍團收復了本科瓦茨，第112旅攻下了斯米爾奇基，第9衛戍旅的前鋒則已抵達了奧布羅瓦茨。
第138國土衛戍團與第1衛戍旅挺進至利奇卡耶塞尼卡。第1旅隨後更繼續向薩波爾斯科推進；其2營與第119旅於當日晚間抵達目的地。克軍命第150旅的一個營前往增援第133國土衛戍團，使後者得以達成前日所未完成的作戰目標。第154國土衛戍團則被動員佈署至利奇科雷西策地區。第9衛戍旅（缺第2營）往烏德比納航空基地前進；駐防該地的塞軍部隊已開始撤離。已成功在塞軍防線後方取得聯繫的第111旅與第118國土衛戍團亦獲得了小規模的進展。

#### 北方區域
8月5日時，第143國土衛戍團正往普拉希奇的方向挺進，並於當日夜裡奪下了該城；第14國土衛戍團則收復了位於斯盧尼西北方12（7.5英里）處的普里米希爾耶。凌晨0:30，塞軍第13步兵旅與第19步兵旅所轄的一個連在科拉納河橋頭堡發動反攻，造成克軍第137國土衛戍團陣腳大亂，主力部隊渡河逃逸。雖然克軍陣地僅存一個排留守，但塞軍並未利用此機會徹底摧毀橋頭堡。當日早晨，第137團重奪陣地，並獲得第104旅一個規模350人的作戰群（其中包含一個戰車排與數輛多管火箭炮）與在卡爾洛瓦茨兵團行動區域擔任預備隊的第148旅一個連的增援。第137團與作戰群成功將橋頭堡範圍拓展至卡爾洛瓦茨－斯盧尼公路一帶。第110國土衛戍團再次自卡爾洛瓦茨南方發起攻擊，但再度遭準備周全的塞軍所擊退。當日夜晚，卡爾洛瓦茨兵團決定令第110團部分單位與第104旅移防科拉納河橋頭堡；此時塞軍第13步兵旅已撤離科拉納河右岸，駐紮於斯盧尼以北約30（19英里）處。
與作戰第一日的情況相仿，札格瑞布兵團在第二日仍然未能取得任何重大的戰略突破。第2衛戍旅的部分部隊奉命往格利納移動，第20國土衛戍團的推進幅度有限，第153旅更已棄守橋頭堡。彼得里尼亞區域中的克軍攻勢雖然逐漸收到成效，但部分區域的戰果卻遭塞軍的反攻所破壞。第2衛戍旅被迫耗費更大精力發起新一波攻勢。在總統圖季曼的命令下，札格瑞布兵團指揮官伊凡·巴薩拉克少將遭到撤換，改由皮塔·史第佩帝奇中將出任。克軍命第102旅向格利納挺進；第57旅則獲得第149旅第2營的增援。第145旅奉命自波波瓦察移往斯盧尼地區，而位於斯盧尼的第17國土衛戍團與第151旅一直未能有效佔領塞軍控制的領土。
在別洛瓦爾兵團的作戰區域中，杜比卡被自東方挺進的第52與第24國土衛戍團以及自北方南向進兵的第125國土衛戍團所收復。第125團進城駐防，第52團則往西北方札格瑞布兵團的預定位置移動，但由於後者到達時間有所延誤，因此兩者未能會師。第24團在往科斯塔伊尼察方向前進約4（2.5英里）後遭塞軍部隊攔截。做為回應，兵團自新格拉迪什卡調來第121國土衛戍團的一個營與偵察排支援攻城作戰。。波赫共和國軍第505與第511山地旅向北推進至德佛爾，並對塞軍巴諾維納兵團唯一一支預備部隊－第33步兵旅展開攻擊。

### 1995年8月6日
8月6日時，由於總統圖季曼到訪克寧，克軍在奧布羅瓦茨、本科瓦茨、德爾尼什與弗爾利卡等地執行掃蕩行動。另一方面，克羅埃西亞特種警察在韋萊比特山脈完成既定任務後即奉派前往塞軍戰線後方阻撓當地敵軍的行動，並於當日上午七時佔領了布魯弗諾、上午11時進佔奧特里奇。
當日午夜，波赫共和國軍第501與第502山地旅自比哈奇向西對塞軍利卡兵團一支留駐於後方區域的小規模部隊展開攻擊。第501旅向克羅埃西亞領土境內移動了約10（6.2英里），並於上午八時抵達利奇科佩特羅佛塞羅與普利特維采湖群地區。第502則在奪取了塞軍設於普爾耶希維察山區的雷達通訊站後繼續往科瑞尼察方向前進，並於該地遭遇塞軍抵抗。克軍第1衛戍旅抵達了拉科維察，隨後於上午11時與波赫第5兵團在德雷賈尼克格拉德會師。此外，克軍第1旅亦獲得了第119旅與第154國土衛戍團一個營的增援。午後，克波雙方軍隊在特爾賈奇卡拉希特雷舉行了會師典禮。第138國土衛戍團如今完全包為了佛爾荷維因，第8與第133團則於8月6日結束時佔領了該城。克軍第128旅進佔科瑞尼察，第9旅則繼續往烏德比納推進。
第143國土衛戍團推進至布羅奇阿納茨，並在當地與第1衛戍旅取得聯繫後與第1旅部分部隊及第14國土衛戍團繼續往斯盧尼方向前進，隨後於下午三時佔領斯盧尼。塞軍第13步兵旅與平民一同撤往北方的托普斯科。第137團自科拉納河橋頭堡發動了一輪攻勢，成功將橋頭堡擴張至斯盧尼以北18（11英里）處的維爾尤恩，並於該地與第14團取得聯繫。克軍將第149旅餘部（不含第1營）自札格瑞布兵團中抽調出來，重新編入卡爾洛瓦茨兵團旗下，藉以增援第137國土衛戍團。上午11時，塞軍與格利納及格佛茲德的行政當局達成協議，由前者負責掩護平民撤離該區域。波赫軍第502山第旅同樣向北移動，並自西方側襲西波士尼亞共和國的首都大克拉杜沙。
在經過一輪重炮轟炸後，第2戰術群於上午七時左右推進至彼得里尼亞。第12國土衛戍團自西方入城，隨後即在克軍命令下駐防城內與其周遭區域。在丟失彼得里尼亞後，塞軍巴諾維納兵團主力開始向德佛爾方向撤退。克軍第57旅的推進僅遭遇零星抵抗，隨後亦成功控制了彼得里尼亞－科斯塔伊尼察公路。8月6日至7日晚間，儘管遭遇強烈抵抗，第20國土衛戍團仍在克羅埃西亞警方與第153旅部分部隊的支援下奪取了格利納。在第2衛戍旅自彼得里尼亞南下往茨林斯卡森林山脈方向執行掃蕩作戰的同時，第153旅則進入待命狀態，俟第2旅完成任務後再一同往馬耶方向推進。第140國土衛戍團自茨林斯卡森林山脈北坡支援第2旅側翼；與此同時，第57旅亦佔領了烏梅第奇。第103旅、第151旅與第17國土衛戍團則向科斯塔伊尼察推進。正午時分，第151旅與別洛瓦爾兵團在蘇恩亞－杜比卡公路沿線會師，並奉命戍守該段公路。
透過佔領格利納，克軍成功將塞軍科爾敦兵團與約35,000名正準備撤離的平民圍困於托普斯科；束手無策的塞軍兵團指揮官不得不請求聯合國部隊提供保護。正自沃尼奇向托普斯科前進的克軍第1衛戍旅接獲命令，要求其對塞軍科爾敦兵團發動攻擊；不過這項命令於午夜時遭克軍參謀總長取消。相反的，克軍命札格瑞布兵團組織一支旅級單位護送塞軍的無武裝人員、軍官與士官前往德佛爾，並在該地跨越邊境交由波赫處置。聯合國部隊所截獲的情報顯示駐紮於巴諾維納的塞軍部隊已瀕臨投降邊緣。
第121國土衛戍團的一個營進佔科斯塔伊尼察；第24國土衛戍團作戰群則在後方鎮守國界。第52國土衛戍團在與札格瑞布兵團接頭後轉向南下，並於當日晚間抵達該鎮。別洛瓦爾兵團在佔領科斯塔伊尼察後基本完成了所有作戰目標。

### 1995年8月7日
第1克羅埃西亞衛戍旅抵達克寧與第4、第7與第9衛戍旅會師，為翌日的北上攻勢做準備。斯普利特兵團亦將指揮部遷至克寧。克羅埃西亞特種警察繼續往上拉帕克方向前進，並於午後二時抵達下拉帕克，填補了戈斯皮奇兵團與斯普利特兵團作戰區域間的縫隙。特種警察部隊在奧特里奇與第4衛戍旅取得聯繫；下午三時在烏德比納與戈斯皮奇兵團會師；一個特種警察營前往邊界附近的庫倫瓦庫夫，守住了該區域。
8月7日早晨，第9衛戍旅（缺第2營）佔領了烏德比納，並在該地與第154國土衛戍團接頭。至當日結束時，戈斯皮奇兵團已完成所有奉派執行的作戰任務。
克軍總參謀部將所轄的一處前進指揮所自奧古林遷往斯盧尼，並由其接手指揮第1衛戍旅、第14國土衛戍團與第99旅。第14國土衛戍團在守住了斯盧尼地區後前往科拉納河左岸進行部署，以便與移動中的特種警察部隊會合。第14團的部分單位與第99旅負責共同守衛該地區的國界。第1衛戍旅繼續往科爾敦推進，而卡爾洛瓦茨兵團則改變了其攻擊主力的軸向。第110國土衛戍團與第104旅部分部隊於午後抵達已幾近全毀的沃尼奇；隨行在後的還有第1衛戍旅、第143國土衛戍旅與第137國土衛戍團。其餘克軍單位則於晚間相繼抵達。
第2衛戍旅自馬耶往德佛爾方向前進，但在抵達目的地前約25（16英里）處遭負責殿後掩護平民與其他部隊撤退的塞軍單位所攔截。第2旅部分單位在該地區實施了掃蕩作戰。塞軍第33步兵旅負責戍守德佛爾境內一座橫跨烏納河、連接塞爾維亞克拉伊納共和國與塞族共和國的橋梁。該旅遭波赫第5兵團擊潰，被迫撤往河流南部；此時自科爾敦撤出的塞軍第13步兵旅與平民抵達德佛爾。克軍第17國土衛戍團部分部隊、第145與第151旅取道科斯塔伊尼察抵達德佛爾，並與塞軍第13步兵旅及自格利納撤出的第24步兵旅和第2裝甲旅部分單位爆發戰鬥。由於塞軍科爾敦兵團未如預期般投降，故克軍受命再次展開攻勢。儘管塞軍的抵抗仍然十分激烈，但克羅埃西亞國防部長戈伊科·舒沙克仍於8月7日晚間六時，即行動開始後84個小時時宣布風暴作戰結束。

### 1995年8月8日至14日
8月8日，第4與第7衛戍旅、第9衛戍旅第2營與第1克羅埃西亞衛戍旅向北推進至波赫邊界附近，並於晚間八時左右在下拉帕克與瑟爾布地區消滅了最後一個塞軍大型口袋，進而完成了所有斯普利特兵團在風暴作戰中的作戰目標。在佔領沃尼奇後，卡爾洛瓦茨兵團的主力部隊便奉命對所轄行動區域進行掃蕩。第2衛戍旅部分單位抵達了德佛爾西南方的克羅埃西亞邊界，並在該地與波赫第5兵團接頭；此時德佛爾境內的戰事仍在進行中。
由於克羅埃西亞總統圖季曼於當日午後下令停止一切軍事行動，塞軍科爾敦兵團因此投降；雙方於當日午後1:20在聯合國烏克蘭部隊位於格利納的指揮所商談投降條件，後於午後二時在托普斯科簽署降書。克羅埃西亞方面由札格瑞布兵團指揮官皮塔·史第佩帝奇中將代表受降，塞國方面則由科爾敦兵團指揮官切多·布拉特上校與塞國內政部長代表投降。投降條件要求塞軍於次日繳出除軍官佩槍以外的所有武器；托普斯克境內的所有人員需在克羅埃西亞軍隊與警方的戒護下經由格利納、錫薩克與札格瑞布－貝爾格勒高速公路返回塞爾維亞。
8月9日，已經歷四天徒步跋涉150（93英里）的特種警察部隊將駐守陣地交由克軍管理。第1衛戍旅與其他克軍單位進駐格佛茲德；第110與第143國土衛戍團則掃蕩了格佛茲德與拉辛亞的周邊區域。第137國土衛戍團分掃蕩了沃尼奇；第14團則掃除了斯盧尼、瑟丁格勒與拉科維察等地區的所有殘存反抗力量。克軍稍後於晚間平民均已撤出後進駐德佛爾。許多國土衛戍單位隨後又接獲進一步的掃蕩任務。
8月10日，克軍第57旅抵達格佛茲但斯克南方的克羅埃西亞邊境，第2旅部分單位抵達了德佛爾，第12國土衛戍團則佔領了位於德佛爾南方邊界上的馬提耶維奇。札格瑞布兵團回報其作戰區域內的國界全線均已在克軍的控制之下，所有風暴作戰的戰略目標亦均已完成。在巴諾維納地區的掃蕩行動持續至8月14日為止；特種警察部隊亦參與了在茨林斯卡森林山脈與彼得羅瓦山脈等地進行的掃蕩作戰。

## 空軍行動

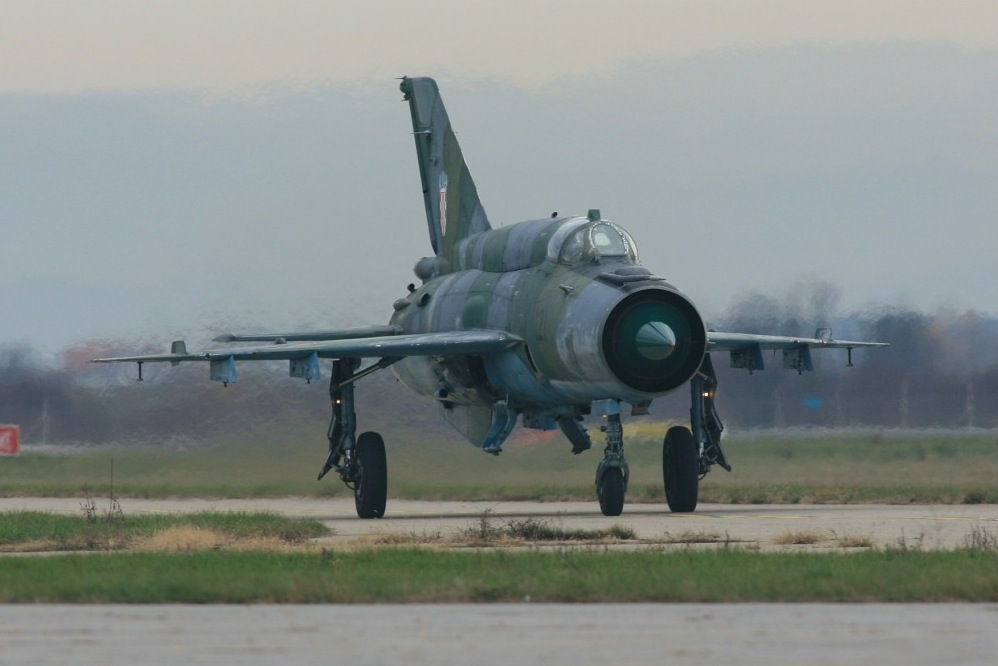
米格-21戰鬥機是風暴作戰中執行多數密接空中支援的主要機種。

1995年8月4日時，克羅埃西亞空軍共有17架可用的米格-21戰鬥機、五架攻擊直升機、九架運輸直升機、三架運輸機與兩架偵察機。作戰首日，共有十三架米格戰鬥機出勤，受命攻擊或摧毀戈斯皮奇兵團與札格瑞布兵團作戰區域內的六處目標；其中一架嚴重受損，另有三架輕微受損。當日另有三架Mi-8直升機奉派執行醫療撤離任務。作為拒絕飛行行動的一部分，美國海軍所屬的F/A-18黃蜂式戰鬥攻擊機與EA-6徘徊者式電子作戰機擊毀了烏德比納與克寧區域內的塞軍地對空飛彈陣地。少數來源指稱美軍的空中行動僅是聯合國部隊在遭克軍攻擊時所實施的武力震懾；稍後一份聯合國安全理事會的報告則僅表明美軍的行動是為保護因當地戰局惡化而使安全受到威脅的聯合國維和人員。同樣於8月4日，駐紮於烏德比納的塞軍第105航空旅亦派遣了數架直升機攻擊於韋萊比特山區活動的克羅埃西亞特種警察與戈斯皮奇地區內的數個目標，但幾無戰果。
8月5日，塞國空軍撤往鄰近巴尼亞盧卡的薩盧恰尼空軍基地。克羅埃西亞空軍則派遣了11架米格戰鬥機前往攻擊塞國境內的一處通訊設施、一處儲存場與五處軍事陣地；另有一架Mi-24雌鹿直升機奉命對錫薩克附近的塞軍裝甲單位實施火力打擊，五架Mi-8直升機則負責運輸傷患、部隊與物資。五架克國空軍的米格戰鬥機在攻擊行動中遭受輕微損傷。翌日，克軍戰機攻擊了塞軍指揮所、一處橋樑與至少四處鄰近卡爾洛瓦茨及格利納地區的目標。一架Mi-24直升機再度奉命前往斯盧尼地區攻擊塞軍戰車，三架Mi-8直升機則運輸了補給。克國空軍又另外派遣了兩架米格戰鬥機前往巡邏伊萬尼奇格勒的空域，同時攔截敵方戰機，但卻因當地的濃霧與飛行高度過低而未能達成任務。塞族共和國空軍稍後成功擊毀了庫蒂納境內的一座化學工廠。
8月7日，兩架塞族共和國空軍戰機攻擊了新格拉迪什卡區域內薩瓦河北部的一座村莊。克國空軍在波士尼亞彼得羅瓦茨近郊地帶轟炸了一處塞軍指揮所、一處儲存設施與數輛戰車。此外，克國戰機亦對波士尼亞彼得羅瓦茨附近的一群難民實施攻擊，造成九人死亡，其中包括四位孩童。8月8日，克國空軍執行了整場風暴作戰中的最後一次空中作戰任務，並在諾維格拉德與普里耶多爾之間的地區擊毀了數輛戰車與裝甲車；其中兩架米格戰機於行動中受損。同日，駐紮於克羅埃西亞空軍基地的聯合國軍事觀察人員回報稱克軍攻擊德佛爾區域內的軍事與平民目標；當地的難民潮與運送武器及彈藥的塞軍部隊混在了一起。整體而言，克國空軍在整場風暴作戰中共執行了67次密接空中支援任務、三次直升機攻擊任務、7次偵察任務、四次空中戰鬥巡航任務與111次直升機運輸任務。

## 其他協調行動
為了保護克羅埃西亞，除了風暴作戰本身，克軍亦實施了數個防禦性作戰任務；另一方面，克羅埃西亞防衛委員會則在格拉莫奇與库普雷斯北方地區實施有限攻勢，以求壓制塞族共和國軍部隊並利用戰略優勢佔領據點，為進一步的推進奠定基礎。8月5日，防衛委員會第2與第3衛戍旅對托米斯拉夫格勒以北的塞族共和國軍發動攻勢，獲得了小規模戰果，並佔據了有利據點以便接下來繼續往希波沃與亞伊采；這次攻勢同時成功拖住了塞族軍對第2克拉伊納兵團的部分部隊。由於整體局勢越發險惡，且其後備兵力已略顯不足，塞族共和國軍僅能在比哈奇與波士尼亞格拉霍沃等地發動小規模反攻。8月11日至12日晚間，塞族共和國軍第2克拉伊納兵團發動了一波戰果最為顯著的反攻行動，成功突破了克軍第141旅戰線，前鋒直抵波士尼亞格拉霍沃，不過最終仍為克軍第4與第7衛戍旅各一個營以及負責提供支援的第6與第126國土衛戍團所擊退。

### 鳳凰作戰
位處斯拉沃尼亞東部的克軍奧西耶克兵團受命阻止塞軍或南斯拉夫軍隊向西進入該地區，同時必須奪回武科瓦爾周遭由塞軍所控制的地區。奧西耶克兵團的任務代號為「鳳凰作戰」。奧西耶克兵團下轄第3衛戍旅、第5衛戍旅與另外六個旅以及七個國土衛戍團，同時獲得一支直屬於克軍總參謀部的兵團層級單位支援，其中包括Mi-24空中火力分隊的部分直升機。雖然該地區的克軍與塞軍第11斯拉沃尼亞－巴蘭尼亞兵團持續以小口徑武器及火炮相互交火，但無任何一方發起重大攻勢。8月5日，塞軍以空中武力、步兵與戰車攻擊溫科夫齊。風暴作戰促使南斯拉夫軍隊動員其兵力，並在鄰近東斯拉沃尼亞地區的邊界上布署了大量火炮、戰車與步兵；儘管如此，其並未參與任何戰鬥。

### 密斯托拉作戰
克軍在克羅埃西亞南部布署兵力以保護杜布羅夫尼克地區不受當地塞族共和國軍赫塞哥維納兵團（駐紮於特雷比涅）與南斯拉夫人民軍部隊（駐紮於科托灣）的侵犯。該行動的代號為「密斯托拉作戰」，部署部隊分別為第114、第115與第163旅、第116與第156國土衛戍團、第1國土衛戍營、第16炮兵營、第39工兵營與一支岸防炮兵連。8月8日，已完成風暴作戰任務目標的第144旅受命前往該地區增援。克國空軍派遣了兩架停駐於斯普利特的米格-21戰鬥機與兩架Mi-24雌鹿直升機加入密斯托拉作戰。克羅埃西亞海軍則佈署了科爾丘拉島、布拉奇島與赫瓦爾島陸戰隊分隊與數艘飛彈快艇、掃雷艦與反潛作戰艦隻。雖然克軍方面做足了準備，但塞族共和國軍僅間歇地以火炮轟炸杜布羅夫尼克，並未發動任何實質攻勢。

## 總結
風暴作戰是第二次世界大戰結束後歐洲境內規模最大的地面戰事，戰線總長達630（390英里）。克羅埃西亞在戰役中取得了決定性勝利，收復了總面積超過10,400平方（4,000平方英里）的領土，佔全國國土總面積的18.4%。官方與民間對於克羅埃西亞軍隊與特種警察部隊在戰役中的傷亡人數估計有所分歧；多數來源普遍認為克軍方面有174人陣亡，1,430人負傷，但官方於作戰結束後數週所發布的一份報告則顯示211人陣亡或失蹤，有1,100人負傷，另有三人遭到俘虜。至8月21日時，克國當局已收回並掩埋了560具塞軍部隊的遺體。此外，克軍也在戰役中俘獲了4.000名戰俘、54輛裝甲車、497輛軍用車輛、六架軍機、數百門火炮與逾4,000把單兵武器。有四名聯合國維和人員在戰役中身亡（三人因克軍行動所致，一人係塞軍所為），另有16名人員負傷。此外，克軍更摧毀了98處聯合國觀察站。
克軍的勝利主要歸功於自身質量的提升與對一系列對塞軍戰線的突破。儘管克軍攻勢並未立即見效，但克軍與波赫軍仍透過戍守關鍵據點的方式成功拖垮了塞軍的指揮系統，最終更導致後者防衛能力的全面崩潰。克軍於作戰發動前夕佔領波士尼亞格拉霍沃與特種警察推進至格拉奇亞茨等因素均使塞軍幾乎不可能守得住克寧。在利卡，兩支克軍衛戍旅通過快速作戰截斷了一塊由塞軍所控制的地區；該地區既無戰術縱深可守，亦無後備兵力可供動員。遭到圍困的塞軍孤立無援，克軍第1衛戍旅也因此得以向北進入卡爾洛瓦茨兵團的作戰區域，並成功將塞軍部隊驅往巴諾維納。在經歷激烈戰鬥後，塞軍在格利納與彼得里尼亞相繼戰敗，巴諾維納兵團的後備兵力也因遭波赫軍隊壓制而動彈不得，進而導致兵團戰力大減。雖然塞軍仍有能力吸收或抵擋住普通克軍旅與國土衛戍單位的攻擊，但由衛戍旅與特種警察部隊所實施的攻勢才是真正決定戰役結果的因素。克寧地區的聯合國部隊加拿大籍指揮官安德魯·賴斯利上校將風暴作戰形容為一教科書式的範例行動，且以北約的標準而言將能獲得「A+」的評等。
另一方面，就算波赫軍隊沒有提供協助，克軍也絕對有能力以自身之力擊敗塞軍的巴諾維納兵團，只不過傷亡代價可能更高。後備兵力不足是塞軍最主要的罩門，且其防衛能力反應緩慢，無法有效抵禦克軍與波赫軍所實施的快速攻勢。此外，塞軍始終無法擋住克軍的側翼襲擊，且其所屬的特種作戰兵團也未能動員足夠兵力，因而造成克軍第1衛戍旅僅花了不到一天的時間便突破了斯盧尼南方的塞軍戰線。塞軍長期以來仰賴塞族共和國軍與南斯拉夫軍隊為其提供後備兵力支援，然而波士尼亞與赫塞哥維納境內的局勢使塞族共和國軍並未出兵，南斯拉夫也因為沒有接獲米洛塞維奇的命令而未出手干預戰事。不過就算米洛塞維奇有意干預，克軍在風暴作戰中的快速推進仍會造成南斯拉夫僅有非常有限的時間佈署足夠的兵力支援塞軍。

## 戰役後續

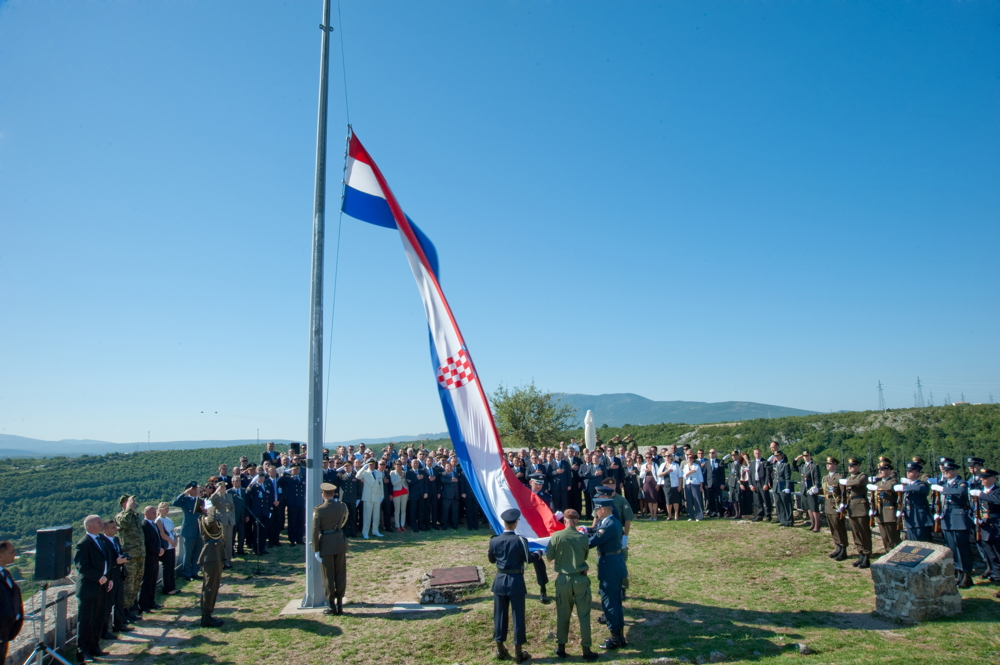
在2011年8月5日的風暴作戰紀念儀式中，士兵在克寧堡壘上升起克羅埃西亞國旗。

塞爾維亞克拉伊納共和國的戰敗使波士尼亞塞爾維亞人體認到有必要盡速與波士尼亞與赫塞哥維納商談在該國境內設立居住區的事宜，同時必須起身反抗塞爾維亞；這給了美國在當地的外交政策一劑強心針。風暴作戰的成功也象徵著波士尼亞戰爭中一次重要的戰略性勝利，不僅解除了比哈奇之圍，更使克羅埃西亞與波士尼亞當局得以策劃一場對巴尼亞盧卡（由塞族共和國控制）的大規模軍事干預行動；其終極目標為重塑波士尼亞與赫塞哥維納境內的軍事平衡，在克羅埃西亞邊境地區建立一塊緩衝區，同時結束戰爭。這場後續行動的代號為「密斯托拉2號作戰」，於1995年9月正式付諸施行。在北約轟炸波士尼亞與赫塞哥維納的助益下，雙方終於展開了和平會談，並於數個月後簽署了《岱頓協定》，戰爭結束。局勢的發展也使克羅埃西亞得以透過《埃爾杜特協定》的簽署重新控制先前為塞爾維亞所佔領的東斯拉沃尼亞與巴諾維納等地區，並於1995年11月結束克羅埃西亞獨立戰爭。
風暴作戰發動前，西方情報機構普遍認為戰事將以克羅埃西亞戰敗收場， 因此克軍以相對較低的代價輕易取勝一事震驚了不少觀察家；國際社會對風暴作戰的反應也從起先各自聲援參戰方逐漸轉變為對戰局的冷靜分析。聯合國官員與多數國際媒體均抨擊克羅埃西亞的行動。前南斯拉夫問題協調人卡爾·畢爾德公開譴責克羅埃西亞，聯合國特別代表托爾沃德·史托騰堡也不斷敦促聯合國秘書長個人代表明石康，希望後者要求北約對克羅埃西亞軍隊發動攻擊。德國聯邦外交部長克勞斯·金克爾對行動表達遺憾，不過他也說道：「塞爾維亞方面多年來的侵略行為一直在測試克羅埃西亞的耐心。」美國方面則反應不一。一方面，美國國防部長威廉·佩瑞對戰局的進展表示讚揚；另一方面，美國駐克羅埃西亞大使彼得·蓋爾布雷斯則表達了負面評價。8月10日，聯合國安全理事會發布《聯合國安理會1009號決議》，要求克羅埃西亞暫停軍事行動，並譴責其攻擊聯合國維和人員的行為，同時呼籲雙方重啟對談；然而安理會並未要求克羅埃西亞撤回軍隊。8月18日，由美國國務院歐洲及加拿大事務局助理國務卿羅伯特·弗瑞薛領導、奉命調停波士尼亞戰爭的美國外交團隊認為風暴作戰增加了調停成功的可能性；這反映出美國總統比爾·柯林頓認為除非塞爾維亞在戰事中遭遇重大挫敗否則其將不會認真參與談判的看法。

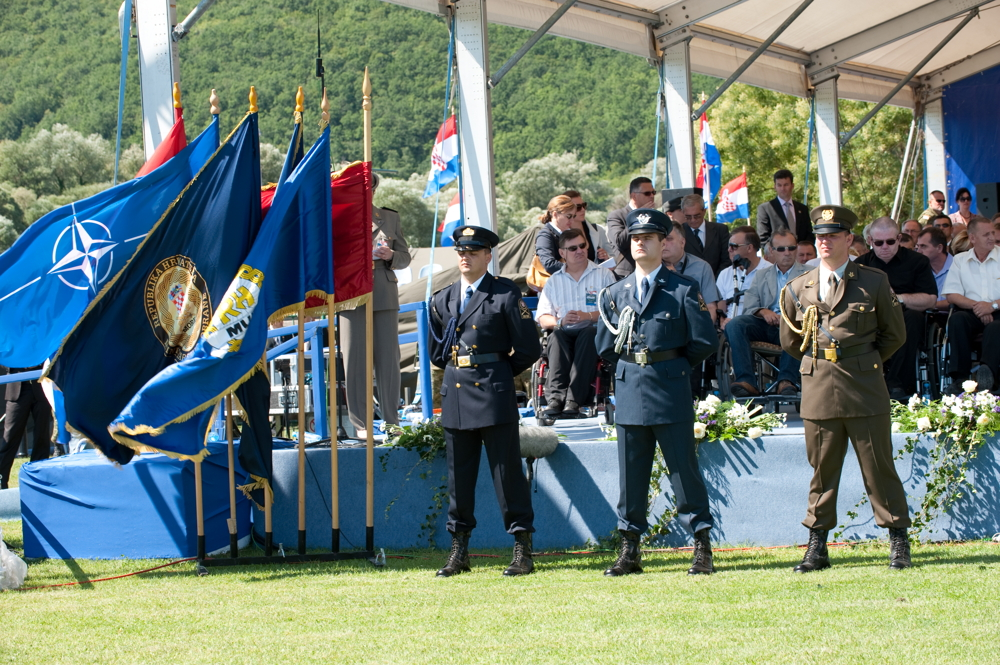
風暴作戰16週年紀念儀式。

塞爾維亞總統斯洛波丹·米洛塞維奇一方面譴責克羅埃西亞的攻擊行為，另一方面其所控制的媒體也批評塞爾維亞克拉伊納共和國軍領導階層的無能。包括佛伊斯拉夫·塞塞利在內的多數極端派政治家均主張對克羅埃西亞實施報復。波士尼亞塞爾維亞領導人拉多萬·卡拉季奇則不斷請求南斯拉夫軍隊提供支援，同時指控米洛塞維奇犯下叛國罪。
在克羅埃西亞，克軍部隊回國後受到英雄式的歡迎，同時還獲得無數獎章；當局還特別為參與作戰行動的部隊製作了一款紀念勳章。8月26日，克羅埃西亞舉行了自由列車活動；總統弗拉尼奧·圖季曼、克羅埃西亞政要、公眾人物、記者與外交團隊乘坐列車由札格瑞布前往卡爾洛瓦茨、戈斯皮奇、克寧與斯普利特等地參訪。圖季曼在每個停靠站舉行演說。在克寧時他表示：「他們（塞爾維亞人）甚至沒有時間收拾他們的髒錢與髒內褲。從今天起，我們可以大聲宣告克羅埃西亞已不必再背負歷史的十字架。這不僅僅是國土的解放，更是為將屹立數個世紀、自由且獨立的克羅埃西亞所奠定的根基。」終點站斯普利特共有300,000人參加活動，圖季曼也在該地宣示解放武科瓦爾的決心。
克羅埃西亞人與塞爾維亞人對風暴作戰的看法恰恰相反。克羅埃西亞將8月5日（佔領克寧當日）選定為勝利與國土感恩節暨克羅埃西亞保衛者日，為一國定假日；當日全國會慶祝風暴作戰的勝利。

## 難民危機
大批逃離或撤出塞爾維亞克拉伊納共和國的塞爾維亞人引發了嚴重的人道危機。1995年8月，聯合國估計有3,500名塞爾維亞人滯留於科爾敦與巴諾維納地區（先前的北方區域）、2,000人滯留於利卡與北達爾馬提亞地區（先前的南方區域）；另有150,000人已逃往南斯拉夫；其中約10,000至15,000人到達巴尼亞盧卡地區。國際媒體與國際組織所報導的塞爾維亞難民人數多達200,000人。此外，有21,000名波士尼亞克難民自先前的西波士尼亞共和國地區逃往克羅埃西亞。歐盟代表畢爾德指控克羅埃西亞實施了整場南斯拉夫內戰中最為嚴重的種族清洗。數名西方分析師支持畢爾德的說法，其中包括德國歷史學者瑪莉－珍妮·卡利克、愛爾蘭學者傑拉德·托爾與米洛塞維奇的傳記作者亞當·勒伯爾等，但美國大使蓋爾布雷斯並不認同這種觀點。
科爾敦兵團投降後，雖然約有35,000名塞爾維亞難民經由錫薩克與札格瑞布－貝爾格勒高速公路撤往南斯拉夫，但多數難民仍經由塞族共和國、德佛爾或瑟爾布等地進入波士尼亞境內的塞爾維亞領地。斯普利特兵團在奪取克寧後向北推進的時程有所延誤，加之克軍決定不將第2衛戍旅全數部隊投入自彼得里尼亞向南進兵的作戰，兩因素相加使難民潮得以經由邊境上的兩道走廊逃離戰區。由於可用的道路不多，撤退的塞軍在運送武器、彈藥、火炮與戰車的同時經常會與撤離的平民隊伍混在一起。據報克國空軍戰機有時會攻擊逃離的人群；在與塞軍交火的同時，克軍亦會不時攻擊鄰近的平民。此外，波赫軍隊與塞族共和國軍機也會攻擊難民。部份難民甚至在逃跑時遭塞軍特種作戰兵團所屬的戰車輾過。8月9日，在塞軍科爾敦兵團的投降條件下，一隊自南方區域撤離的難民隊伍在錫薩克遭到克羅埃西亞民眾攻擊，並造成一人死亡，多人受傷，數輛車輛受損，直至聯合國部隊施壓後，克羅埃西亞警方才出手制止。翌日，美國大使蓋爾布雷斯親自加入隊伍保護難民，撤離路線上的克羅埃西亞警力也因此大幅增加。抵達塞族共和國的難民們經常在邊境檢查哨遭到勒索，被迫支付額外油錢與其他服務費。

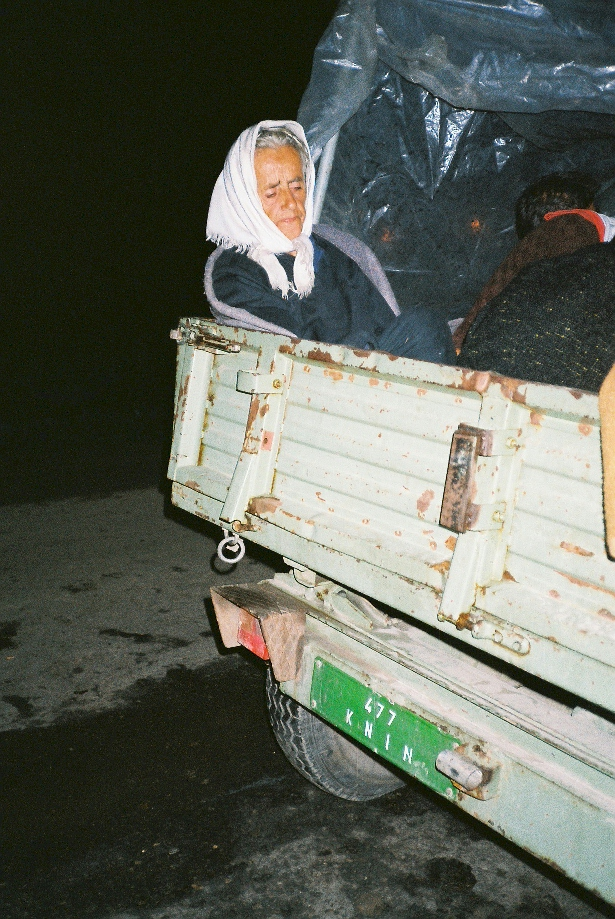
一名年邁的塞爾維亞難民乘坐於拖車上。

南斯拉夫當局計畫將難民疏散至塞爾維亞境內各處以避免他們聚集於首都貝爾格勒。政府鼓勵難民定居於主要為匈牙利人聚居地的佛伊弗迪納與|阿爾巴尼亞族人口龐大的科索沃等地，造成區域不穩定性的增加。雖然計畫中將有20,000名難民被送往科索沃，但最終僅有4,000人移入該區域。8月12日過後，塞爾維亞當局開始以非法移民為由驅逐部份達到服役年齡的難民。遭驅逐的難民會被送往塞族共和國與塞爾維亞克拉伊納共和國等待徵召。部份受徵召的難民在進入軍隊後會因背棄塞爾維亞克拉伊納共和國而公開遭到羞辱或毆打。在部分區域內，克羅埃西亞裔民眾的房屋會遭難民侵占；途經巴尼亞盧卡的難民有時也會搶奪克羅埃西亞人與波士尼亞克人的房屋。

### 難民返回
1991年至1992年間克羅埃西亞獨立戰爭剛剛爆發時，甫建立的塞爾維亞克拉伊納共和國自遭塞爾維亞控制的克羅埃西亞領土強行驅離了逾220,000名非塞爾維亞裔平民。風暴作戰初始階段，部分遭驅離的難民與波士尼亞境內的克羅埃西亞難民前往居住於先前塞軍控制區域內的房舍中，造成塞爾維亞難民無法返回定居。截至2010年9月，在總數300,000至350,000於整場戰爭期間逃離克羅埃西亞的塞爾維亞難民中，雖有132,707人已返鄉，但一般相信其中僅有60%至65%的人口永久定居於克羅埃西亞。然而，在未返回克羅埃西亞的人口中，僅有約20,000至25,000人有意返回。截至2010年，仍有約60,000逃離克羅埃西亞的塞爾維亞難民留滯於塞爾維亞。
難民的返鄉之路受到幾個因素的阻礙，其中包括產權與居住權的問題；另一方面，克羅埃西亞的戰時法律剝奪了居住於政府公共住宅的難民繼續承租房屋的權利。這項法律於戰爭結束時遭到廢止，政府也提供返鄉的難民其他的居住處所。至2010年11月時，克羅埃西亞政府已分配了6,538單位的房屋。另一項阻礙則是難民不易取得永久居留權或克羅埃西亞公民權。為解決這項問題，政府鬆綁了法規限制；至2010年11月時，克羅埃西亞已承認由塞爾維亞克拉伊納共和國所核發的身份文件。雖然克羅埃西亞宣布對戰時犯罪實行大赦，但由於赦免範圍並未包含戰爭罪行，因此仍有部份難民因害怕遭到起訴而不敢返國。難民返鄉的最後一項障礙則是因克羅埃西亞經濟表現的不彰所導致休假時間的不足，造成部份難民的返國意願低落。

## 戰爭罪行

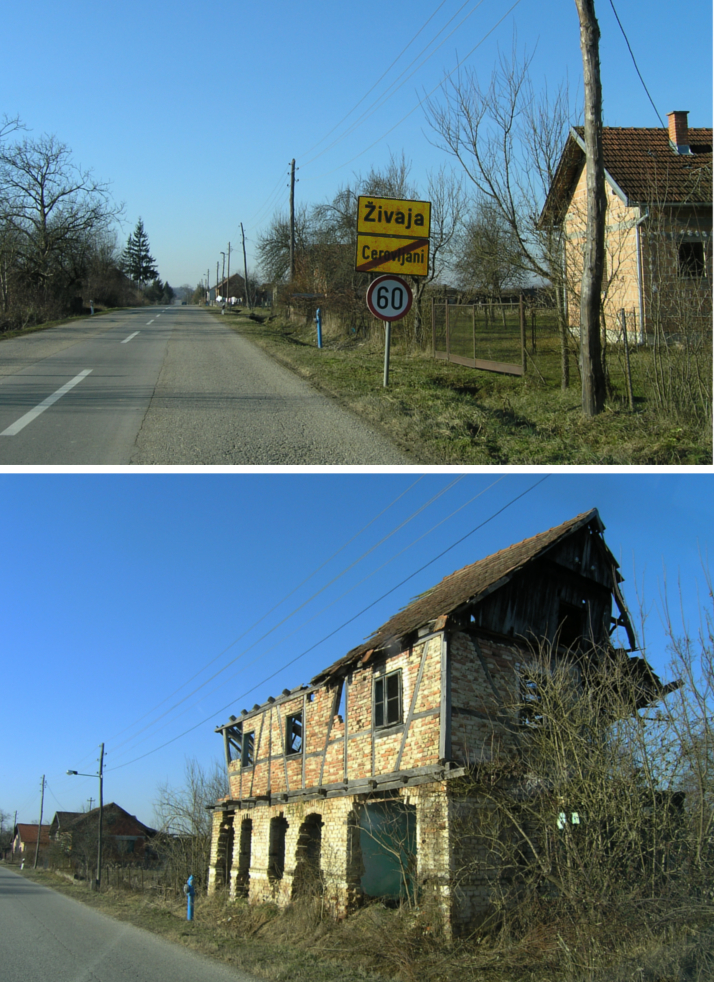
奇瓦耶內遭到摧毀的房屋。

於1993年根據《聯合國安理會827號決議》所設立的前南斯拉夫問題國際刑事法庭控告安特·戈托维纳、伊凡·切爾馬克與穆拉登·馬爾卡奇等三人犯下戰爭罪，尤其是在風暴作戰中參與聯合犯罪集團，企圖永久消滅由塞軍控制之克羅埃西亞領土上的塞爾維亞人口。刑事法庭的指控特別註明該聯合犯罪集團內的其他成員尚包含弗拉尼奧·圖季曼、戈伊科·舒沙克、揚科·博貝特科與兹沃尼米尔·切尔文科等人；然而除博貝特科外的另外三名被訴人均於2001年刑事法庭首次正式提起告訴前便已逝世。博貝特科於遭起訴後於一年逝世，刑事法庭因而未能將之引渡受審。安托·戈托維納等人審判始於2008年；最終戈托維納與馬爾卡奇二人遭判有罪，切爾馬克則於三年後獲判無罪。戈托維納與馬爾卡奇隨後上訴，並於2012年11月獲判無罪。前南斯拉夫問題國際刑事法庭最終認定風暴作戰的目標並非種族淨化，平民也未遭遇任何針對性的攻擊。不過，五位參審的法官中有兩位對此抱有不同意見。
2010年，塞爾維亞對克羅埃西亞提起告訴，指稱後者所實施的風暴作戰構成種族滅絕。2015年2月，在克羅埃西亞－塞爾維亞種族滅絕案的庭審結束之際，國際法院駁回了塞爾維亞的指控，表示克羅埃西亞並沒有消滅國內塞爾維亞少數族群的特定意圖，克國軍方也為逃難的平民留下撤離通道；儘管如此，國際法院仍然重申克羅埃西亞確實曾對塞爾維亞平民犯下嚴重罪行。判決結果表示，不論是逃離家園或是滯留於聯合國保護區的塞爾維亞平民均曾遭到克國軍方與民眾不同形式的騷擾；甚至有一隊難民隊伍於8月8日遭到炮擊。

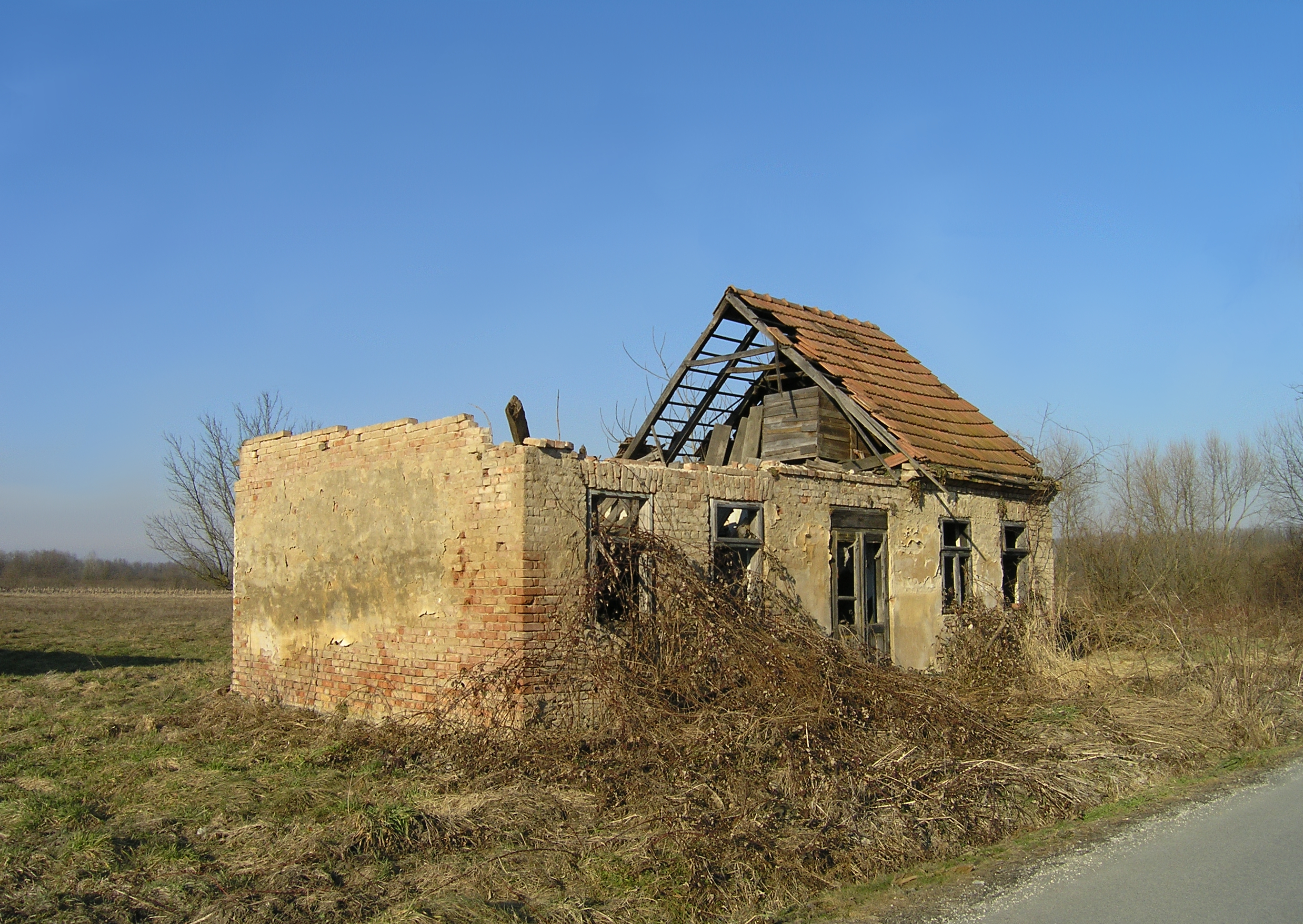
一棟位於斯盧尼的塞爾維亞房屋於風暴作戰期間遭到摧毀。

各方來源對風暴作戰所造成的平民傷亡數字存有分歧。克羅埃西亞檢察總長稱戰役期間與結束時共有214位平民身亡，其中156人係死於24起戰爭罪行中，另外47人則死於謀殺。旨在提升克羅埃西亞人權的克羅埃西亞赫爾辛基委員會則反駁克國檢察總長的說法，聲稱在同樣的時間段裡共有677位平民喪生。不過當委員會將這項數據作為證據上呈予前南斯拉夫問題國際刑事法庭時卻遭後者以佐證來源不足等理由加以駁回。塞爾維亞來源稱共有1,192位平民身亡或失蹤。前南斯拉夫問題國際刑事法庭的檢察官團則將認定平民死亡人數為324人。克羅埃西亞政府官員估計共有42名克羅埃西亞公民於風暴作戰期間身亡。
要準確認定於風暴作戰期間受損的房屋數量十分不易，因為多數房屋早在戰爭爆發時便已受有損害。國際組織人權觀察估計約有5,000棟房屋在戰役期間或戰役過後遭到摧毀。在總數122間位於戰區內的塞爾維亞正教會教堂中，共有一座全毀與17座受損，不過多數損傷均發生於塞爾維亞撤退前。人權觀察也表示風暴作戰期間所發生的多數罪行均係克羅埃西亞方面所犯下。這些罪行包括大規模處決年邁與年幼的塞爾維亞人，以及焚毀塞爾維亞村落與房屋。風暴作戰結束後數個月內，至少150名塞爾維亞平民遭到集體處決，另有110人遭強迫失蹤。造成九名塞爾維亞平民身亡的瓦利沃德大屠殺即是眾多犯罪中的一個例子。
截至2012年11月，克羅埃西亞當局已接獲6,390件發生於風暴作戰期間的犯罪報告；其中有2,380人遭認定犯下搶劫、縱火、謀殺、戰爭罪與其他不法行為。2012年，塞爾維亞當局對五件於風暴作戰期間犯下的戰爭罪行展開調查。截至2012年3月，共有144處萬人塚與1,200處個人墓塚被發現，當中埋葬著3,809名克羅埃西亞平民與軍人的遺體。

### 引用
1. ↑  Hoare 2010，第117頁
2. ↑  Glaurdić 2011，第86頁
3. ↑  The New York Times & 19 August 1990
4. 1 2  ICTY & 12 June 2007
5. ↑  The New York Times & 2 April 1991
6. ↑  The New York Times & 3 March 1991
7. ↑  The New York Times & 26 June 1991
8. ↑  The New York Times & 29 June 1991
9. ↑  Narodne novine & 8 October 1991
10. ↑  Department of State & 31 January 1994
11. ↑  ECOSOC & 17 November 1993，Section J, points 147 & 150
12. ↑  EECIS 1999，第272–278頁
13. ↑  The Independent & 10 October 1992
14. ↑  The New York Times & 24 September 1991
15. ↑  Bjelajac & Žunec 2009，第249–250頁
16. ↑  The New York Times & 18 November 1991
17. 1 2  The New York Times & 3 January 1992
18. ↑  Los Angeles Times & 29 January 1992
19. ↑  Thompson 2012，第417頁
20. ↑  The New York Times & 15 July 1992
21. ↑  The New York Times & 24 January 1993
22. ↑  ECOSOC & 17 November 1993，Section K, point 161
23. ↑  The New York Times & 13 September 1993
24. ↑  Ramet 2006，第382頁
25. ↑  Ramet 2006，第427頁
26. ↑  Ramet 2006，第428頁
27. ↑  Ramet 2006，第433頁
28. ↑  Ramet 2006，第443頁
29. ↑  Ramet 2006，第10頁
30. ↑  The Seattle Times & 16 July 1992
31. ↑  The New York Times & 17 August 1995
32. 1 2  Halberstam 2003，第284頁
33. ↑  Halberstam 2003，第204頁
34. ↑  The Independent & 27 November 1994
35. ↑  Halberstam 2003，第285–286頁
36. ↑  Halberstam 2003，第305頁
37. ↑  Halberstam 2003，第304頁
38. ↑  Halberstam 2003，第293頁
39. ↑  Halberstam 2003，第306頁
40. ↑  Hodge 2006，第104頁
41. 1 2 3  Jutarnji list & 9 December 2007
42. 1 2 3  Dunigan 2011，第93–94頁
43. ↑  Woodward 2010，第432頁
44. ↑  The New York Times & 13 October 2002
45. ↑  RTS & 3 September 2011
46. ↑  Avant 2005，第104頁
47. ↑  Jutarnji list & 20 August 2010
48. ↑  RFE & 20 August 2010
49. ↑  Bono 2003，第107頁
50. ↑  Ramet 2006，第439頁
51. 1 2  Armatta 2010，第201–204頁
52. ↑  Ahrens 2007，第160–166頁
53. ↑  Galbraith 2006，第126頁
54. ↑  Bideleux & Jeffries 2006，第205頁
55. ↑  The New York Times & 2 May 1995
56. 1 2 3  Goldstein 1999，第252–253頁
57. ↑  Ramet 2006，第456頁
58. ↑  The New York Times & 15 July 1995
59. 1 2  Bjelajac & Žunec 2009，第254頁
60. ↑  The New York Times & 31 July 1995
61. ↑  CIA 2002，第364–366頁
62. ↑  Burg & Shoup 2000，第348頁
63. ↑  Ahrens 2007，第171–173頁
64. ↑  Nacional & 3 April 2005
65. 1 2  CIA 2002，第367頁
66. ↑  Marijan 2007，第59頁
67. 1 2  Marijan 2007，第67–69頁
68. 1 2 3 4  CIA 2002，第369–370頁
69. ↑  Marijan 2007，第67頁
70. ↑  Marijan 2007，第76頁
71. 1 2  CIA 2002，第369頁
72. ↑  Marijan 2007，第81–82頁
73. 1 2 3  Marijan 2007，第90–92頁
74. 1 2 3 4 5  CIA 2002，第368–369頁
75. ↑  Marijan 2007，第100–101頁
76. ↑  CIA 2002，第368頁
77. ↑  Marijan 2007，第115頁
78. ↑  CIA 2002，第367–368頁
79. ↑  Henriksen 2007，第104頁
80. 1 2  Thomas 2006，第55頁
81. ↑  Index.hr & 5 August 2011
82. ↑  Marijan 2007，第37–38頁
83. 1 2 3  Marijan 2007，第67–116頁
84. ↑  Sekulić 2000，第262頁
85. ↑  Ramet 2006，第451頁
86. ↑  CIA 2002，第372–374頁
87. ↑  CIA 2002，第370頁
88. ↑  UNCRO
89. ↑  Marijan 2007，第129頁
90. ↑  Sekulić 2000，第173頁
91. 1 2  Marijan 2007，第70–72頁
92. 1 2  HRW 1996，第9頁
93. ↑  Sekulić 2000，第265頁
94. ↑  Sekulić 2000，第267頁
95. ↑  CIA 2002，第371頁
96. ↑  Marijan 2007，第76–77頁
97. ↑  Marijan 2007，第82–84頁
98. ↑  Marijan 2007，第92–93頁
99. 1 2 3  Marijan 2007，第101–103頁
100. ↑  Marijan 2007，第116–117頁
101. ↑  Marijan 2007，第72–73頁
102. ↑  Marijan 2007，第84–85頁
103. ↑  Marijan 2007，第93–95頁
104. ↑  Marijan 2007，第103–105頁
105. ↑  Marijan 2007，第117頁
106. ↑  CIA 2002，第372–373頁
107. ↑  Marijan 2007，第73頁
108. ↑  Marijan 2007，第77–78頁
109. ↑  CIA 2002，第372頁
110. 1 2  Marijan 2007，第86–87頁
111. ↑  Marijan 2007，第96頁
112. ↑  Marijan 2007，第95–96頁
113. ↑  HRW 1996，第17頁
114. 1 2 3  CIA 2002，第373–374頁
115. ↑  Marijan 2007，第105–106頁
116. 1 2 3  Marijan 2007，第111頁
117. ↑  Marijan 2007，第117–118頁
118. 1 2  Marijan 2007，第74頁
119. 1 2  Marijan 2007，第78頁
120. ↑  Marijan 2007，第87–88頁
121. ↑  Marijan 2007，第96–97頁
122. ↑  Marijan 2007，第106–107頁
123. ↑  Nova TV & 5 August 2011
124. 1 2  CIA 2002，第374頁
125. ↑  Marijan 2007，第97頁
126. 1 2  Marijan 2007，第107頁
127. ↑  Marijan 2007，第111–112頁
128. ↑  Marijan 2007，第98頁
129. ↑  Marijan 2007，第108–109頁
130. 1 2 3 4 5 6  Marijan 2007，第119–121頁
131. ↑  NATO & 4 July 1997
132. ↑  Mueller 2000，notes 77 & 81
133. 1 2 3  UNSC & 23 August 1995，第3頁
134. 1 2 3  UNSC & 23 August 1995，第6頁
135. ↑  Marijan 2007，第128頁
136. ↑  Balkan Insight & 7 August 2015
137. 1 2  HRW 1996，第14頁
138. 1 2  Marijan 2007，第124–126頁
139. ↑  Marijan 2007，第125–126頁
140. 1 2 3  CIA 2002，第376頁
141. 1 2  CIA 2002，p. 418, n. 641
142. ↑  CIA 2002，第379頁
143. ↑  Marijan 2007，第127頁
144. ↑  Marijan 2007，第125頁
145. ↑  Riley 2010，第216頁
146. ↑  Newark 2005，第195頁
147. 1 2  Marijan 2007，第137頁
148. ↑  Nation 2003，第190頁
149. ↑  Sadkovich 1998，第222頁
150. ↑  UNSC & 23 August 1995，第2頁
151. ↑  CIA 2002，第374–375頁
152. 1 2  CIA 2002，第375頁
153. ↑  The New York Times & 4 August 1995
154. 1 2  Dunigan 2011，第94頁
155. 1 2 3  CIA 2002，第374–377頁
156. ↑  Daalder 2000，第173頁
157. 1 2  Marijan 2007，第134頁
158. ↑  Time & 11 September 1995
159. ↑  Ramet & Matić 2007，第46頁
160. ↑  The New York Times & 12 November 1995
161. ↑  Ahrens 2007，第173頁
162. 1 2 3  Ahrens 2007，第176–179頁
163. 1 2  Sadkovich 1998，第137頁
164. ↑  Time & 14 August 1995
165. ↑  Holbrooke 1999，第73頁
166. ↑  Riley 2010，第214–215頁
167. ↑  The Independent & 5 August 1995
168. ↑  The Independent & 6 August 1995
169. ↑  The Independent & 9 August 1995 (a)
170. ↑  Narodne novine & 7 August 1995
171. ↑  Tanner 2001，第298頁
172. ↑  Office of the President
173. ↑  Hockenos 2003，第100頁
174. ↑  Nacional & 17 May 2005
175. ↑  B92 & 4 August 2012
176. ↑  Politika & 4 August 2010
177. ↑  BBC News & 5 August 2005
178. ↑  UNHCR & 20 June 2001
179. ↑  Narodne novine & 7 July 1998
180. ↑  Pearl & Cooper 2002，第224頁
181. ↑  Calic 2009，第129頁
182. ↑  Toal & Dahlman 2011，第133頁
183. ↑  LeBor 2002，第229頁
184. ↑  Mojzes 2011，第156頁
185. ↑  Peterson & Herman 2010，第83頁
186. ↑  B92 & 19 April 2011
187. 1 2  HRW 1996，第13頁
188. ↑  HRW 1996，第10頁
189. ↑  Vreme & 10 August 2006
190. ↑  Dakić 2001，第62頁
191. ↑  24sata & 13 February 2009
192. ↑  The New York Times & 13 August 1995
193. ↑  The Independent & 9 August 1995 (b)
194. ↑  Thomas 1999，第239頁
195. ↑  Goldman 1997，第372頁
196. ↑  van Selm 2000，第4–5頁
197. 1 2  HRW 1996，第40頁
198. ↑  Markotich 1996，第125頁
199. ↑  The Guardian & 14 June 1999
200. ↑  The Baltimore Sun & 13 August 1995
201. 1 2  Biondich 2004，第438頁
202. 1 2  Leutloff-Grandits 2006，第3–4頁
203. 1 2  HRW 18-7 2006，第1頁
204. 1 2  Department of State & 8 April 2011
205. ↑  Večernji list & 19 July 2010
206. 1 2  HRW & 1 January 1999
207. ↑  HRW 18-7 2006，第4–8頁
208. ↑  Narodne novine & 27 September 1996
209. ↑  UNHCR 2013
210. ↑  Schabas 2006，第3–4頁
211. ↑  ICTY & 17 May 2007
212. ↑  ICTY & 21 May 2001
213. ↑  The New York Times & 30 April 2003
214. ↑  The New York Times & 12 March 2008
215. ↑  ICTY & 15 April 2011 (a)
216. ↑  ICTY & 16 November 2012
217. ↑  The Guardian & 16 November 2012
218. 1 2  BBC News & 3 February 2015
219. ↑  ICJ & 3 February 2015，第131, 139頁
220. ↑  ICJ & 3 February 2015，第4, 141, 142頁
221. 1 2  ICJ & 3 February 2015，第4, 132, 133頁
222. ↑  Deutsche Welle & 4 August 2011
223. ↑  ICTY & 15 April 2011 (b)，第30頁
224. ↑  RTS & 18 November 2012
225. ↑  ABC News & 17 November 2012
226. ↑  HRW 1996，p. 2, note 1
227. ↑  HRW 1996，第19頁
228. ↑  Blaskovich 1997，第96頁
229. ↑  HRW 1996，第2頁
230. ↑  Clark 2014，第130頁.
231. ↑  B92 & 21 November 2012
232. ↑  Index.hr & 15 March 2012

## 外部連結
- An analysis of Operation Storm and TV footage of the operation[], Croatian Radiotelevision, 2011-08-05 （克羅埃西亞文）

44°02′N 16°12′E / 44.04°N 16.20°E